# Belem
Pour les articles homonymes, voir Belém (homonymie).
Le Belem (1896) est le dernier trois-mâts barque français à coque en acier, un des plus anciens trois-mâts en Europe en état de navigabilité et le plus grand voilier qui navigue de France. Il a porté ce nom jusqu'en 1921 et depuis 1979. Le Belem fait l'objet d'un classement au titre des monuments historiques depuis le 27 février 1984.
Construit à Nantes, utilisé notamment dans les Antilles, puis tour à tour anglais, italien, puis à nouveau français, cet ancien voilier de charge, plusieurs fois transformé, motorisé et rebaptisé pour divers usages (croisière de luxe et navire-école), est finalement retrouvé par hasard à Venise dans un piteux état à la fin des années 1970, par un amateur nostalgique. Racheté grâce à l'appui de la Caisse d'épargne, mécène de la Fondation Belem qui entreprend sa restauration, il est ouvert au grand public : il est aujourd'hui reconverti dans le cabotage, offre des stages d'initiation et de découverte aux passionnés, sert entre autres et accessoirement à la Marine nationale pour l'entraînement de ses mousses, apparaît dans les grands rassemblements de vieux gréements traditionnels et est ouvert en tant que musée lors des escales.
En 2024, ce voilier de prestige transporte la flamme olympique d’Athènes à Marseille à l'occasion des Jeux olympiques de Paris.

## Historique

### Les débuts et le transport du cacao
Le navire est lancé le 10 juin 1896, seulement sept mois après sa commande aux chantiers Dubigeon à Nantes par Fernand Crouan, de la Compagnie nantaise Denis Crouan et Fils, spécialisée dans le transport du cacao pour le compte des chocolateries Menier,. Portant le nom du comptoir commercial portugais de la compagnie et arborant sur sa proue la devise du nouvel État brésilien : Ordem e Progresso, il est affecté à la flotte des « Antillais » et peut transporter jusqu'à 675 tonnes de fret.
Son premier voyage, sous les ordres du capitaine Lemerle, surnommé « le merle noir », est un demi-succès, un incendie à l'approche des côtes d'Amérique du Sud ayant causé la mort des 121 mules que le bateau transporte de Montevideo (Uruguay) à Belém (Brésil). Cela lui vaut un retour précipité au chantier pour de lourdes réparations. Bon marcheur, ce voilier de petit tonnage, comparé à la flotte des voiliers cap-horniers de l'époque, n'effectue pas moins de 33 campagnes jusqu'à sa retraite commerciale le 31 janvier 1914,.
Ces campagnes se feront principalement en direction de Belém, port situé sur la rive sud du bras méridional de l'embouchure du fleuve Amazone. Mais le Belem connaît bien d'autres destinations, telles que Montevideo en Uruguay, ou la Martinique aux Antilles, d'où il échappera de peu à l'éruption de la montagne Pelée le 8 mai 1902. En effet, l'entrée du port de Saint-Pierre lui est refusée par manque de place, et il doit aller mouiller au Robert à l'autre bout de l'île, ce qui le sauve. C'est d'ailleurs le Belem qui secourt, avec le Suchet, les rares rescapés de la catastrophe. Une assiette récupérée dans les vestiges de Saint-Pierre est depuis exposée dans le bureau du commandant du navire. En 1907 et 1908, sa destination est la Guyane. Armé par Demange Frères il ravitaille Cayenne et son bagne. Ces voyages n'étant pas rentables, il est cédé à la Société des armateurs coloniaux.
L'équipage est alors composé de seulement 13 hommes, dont les conditions de vie à bord sont rudes. En effet, il faut manier plus de 1 000 m2 de voiles. Le gréement est alors celui d'un trois-mâts barque dont le mât d’artimon, au lieu d’une brigantine et d’un flèche, porte une seule voile triangulaire afin de faciliter les manœuvres en équipage réduit, une configuration très rare à l’époque. Mâts et espars sont en bois, cordages en chanvre et voiles en coton.

### Navire de plaisance britannique

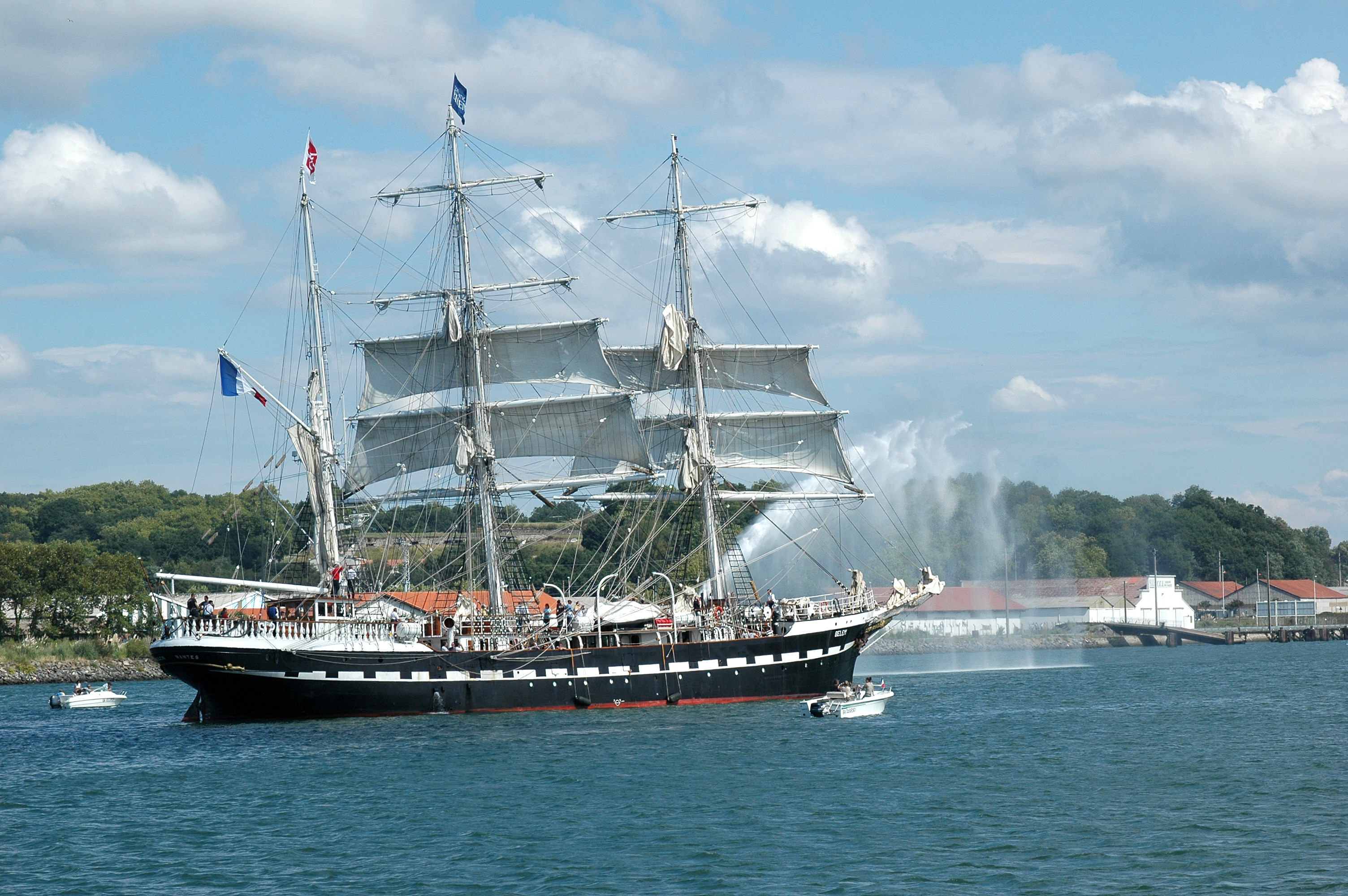
Le Belem lors de son entrée dans le port de Bayonne (2006).

L'expansion des bateaux à vapeur, plus fiables et plus réguliers pour la navigation commerciale, rend le Belem obsolète. Le 11 février 1914, il est racheté pour 3 000 livres sterling par Hugh Grosvenor, duc de Westminster à des fins de yachting. Le Belem entame une nouvelle vie en tant que luxueux navire de croisière. À cette époque, il est profondément transformé pour assurer le confort du propriétaire et de ses invités.
La cale est transformée en cabines confortables et l'on peut accéder, par un escalier à double révolution, à un salon vitré, décoré en acajou de Cuba et monté sur le pont. Ceci impose que les basses voiles, très puissantes auparavant, soient retaillées. Les bas-mâts sont changés pour des tubes d'acier. On le dote aussi de deux moteurs suédois Bolinder-Munktell de 250 ch dont l'échappement se fait au travers du mât d'artimon, devenu creux. De ce fait, avec la réduction de moitié de la grand-voile et de la misaine, la traînée hydraulique provoquée par les deux grosses hélices quadripales de 1,20 mètre de diamètre et l'augmentation du fardage (salon de pont et dunette surélevés) obèrent lourdement ses très bonnes capacités nautiques à la voile. Il perd pratiquement deux nœuds de vitesse et ne remonte quasiment plus au vent. En contrepartie, il peut naviguer par tous les temps et manœuvrer seul dans tous les ports du monde, ce qui correspond bien aux attentes de son nouveau propriétaire.
Le beaupré, en acier depuis son origine, a été aussi raccourci, ramenant le centre de poussée vélique vers l'arrière et le rendant un peu plus ardent. Avec le gréement qu'il possède de nos jours, il ne peut pas porter toute sa brigantine aux allures de près sans le déséquilibrer, ce qui limite aussi la puissance de son gréement. Cependant, dépasser les 60 mètres de longueur hors-tout pouvant avoir des conséquences financières importantes en termes de redevances portuaires, le rallongement de cet espar afin de porter un ou deux focs supplémentaires n'est pas envisageable.

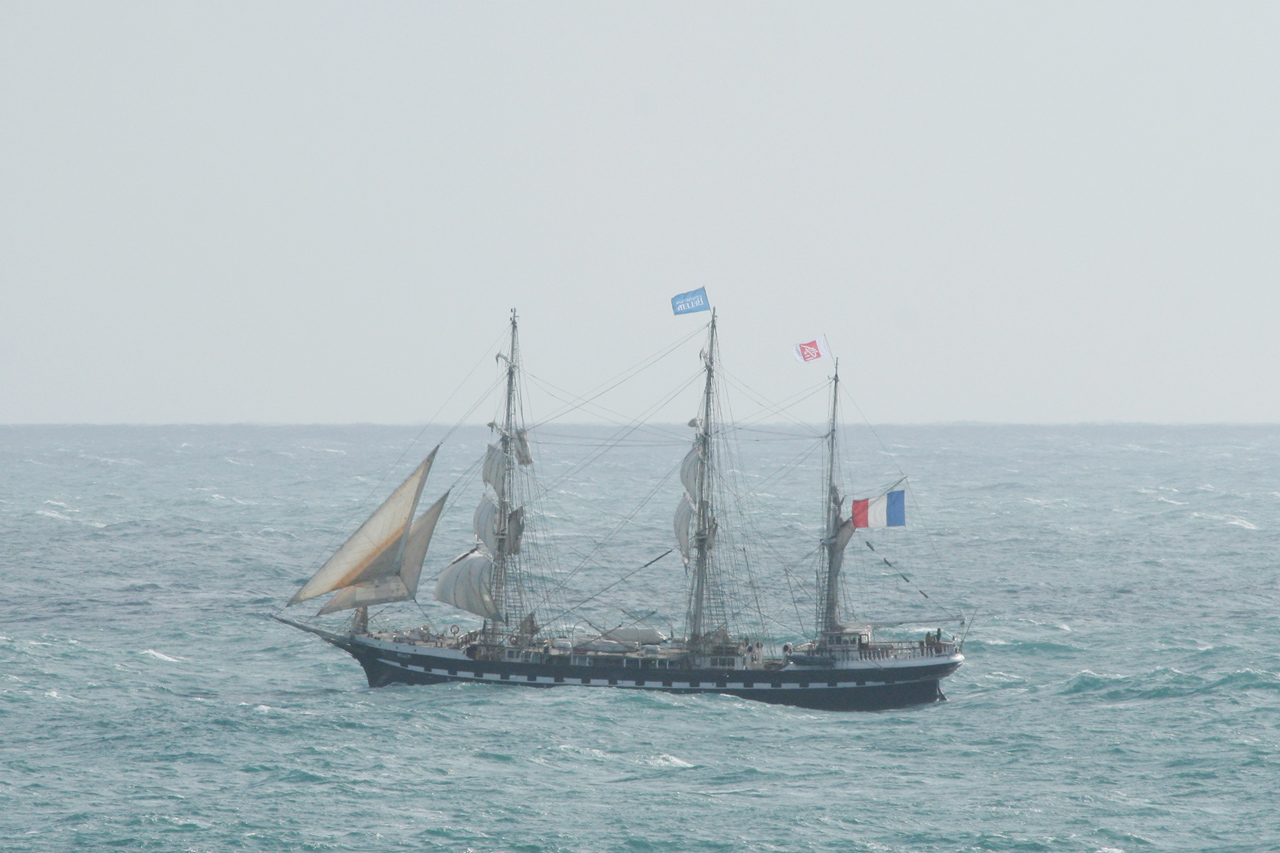
Le Belem au large de Belle-Île, en 2008.

Le navire est racheté en 1921 et rebaptisé Fantôme II par Sir Arthur Ernest Guinness, un membre de la famille de l'industriel et brasseur irlandais du même nom. À dater de cette époque, le Belem navigue beaucoup. Cependant, même s'il fait le tour du monde par les canaux de Panama et de Suez en 1923, il n'a jamais passé le cap Horn. Ces voyages cessent en 1939, à l'orée de la Seconde Guerre mondiale. Le Belem trouve alors refuge à l'île de Wight, où il est épargné par les bombardements mais son gréement subit de grosses avaries. Il sert de base à une unité des Forces navales françaises libres. L'histoire entre le trois-mâts et Sir Ernest Guinness s'achève en 1949, à la mort de ce dernier.

### Navire-école italien
Le Belem appareille en 1952 pour Venise, où son nouvel acquéreur, le comte Vittorio Cini de la fondation Cini, en fait un navire-école. Il est rebaptisé une fois de plus : Giorgio Cini,. Réarmé avec un dortoir dans l'entrepont, le gréement devient celui d'un trois-mâts goélette, plus facile à manœuvrer.
En 1972, l'Arme des Carabiniers italienne le rachète pour le chiffre symbolique d'une lire italienne, car elle souhaite se doter d'un navire-école. Il est remotorisé avec deux moteurs Fiat de 300 ch mais sa nouvelle carrière fut courte. Le manque d'entretien pendant les années de guerre ne lui a pas laissé fière allure et, rapidement, il est jugé trop vétuste pour emmener des cadets en mer. Les chantiers navals de Venise le remettent plus ou moins en état de naviguer, le gréement est remonté comme à l'origine en trois-mâts barque (le grand mât reprend son phare carré).
En 1976 et toujours pour une lire symbolique, les militaires cèdent le trois-mâts à un chantier vénitien qui, après une toilette sommaire, le propose à la vente.

### Retour sous pavillon français
C'est par hasard qu'un passionné de gréements traditionnels, le docteur Luc-Olivier Gosse, le retrouve. Grâce à l'Association pour la sauvegarde et la conservation des anciens navires français (ASCANF), la Caisse d'épargne rachète le dernier grand voilier en acier français, afin de le ramener dans son pays d'origine. Le 17 septembre 1979, le Belem arrive à Brest remorqué par un bâtiment de la Marine nationale, l'Éléphant.

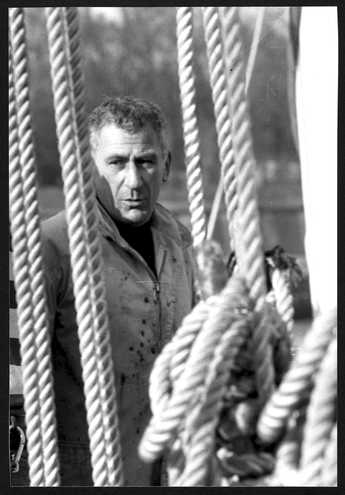
Le commandant Jean Randier, responsable de la restauration du Belem.

En 1980, le Belem est donné à la fondation Belem créée l'année précédente (et reconnue depuis d'utilité publique). Afin de sensibiliser l'opinion et de récolter des fonds pour sa réhabilitation, il est amarré à Paris, près de la tour Eiffel où il est en grande partie restauré. Pour financer les travaux, un musée payant est aménagé sur le bateau. Son gréement a été remis en état dans le souci de respecter l'aspect d'origine. On lui reproche cependant son beaupré trop court.
En 1984, le Belem est classé monument historique, moins de deux ans après l'autre grand voilier français, le Duchesse Anne qui, lui, ne navigue plus ; il est amarré au port de Dunkerque.
En 1986, il effectue son voyage inaugural à New York à l'occasion du centenaire de la statue de la Liberté.
Depuis, le Belem a entamé une nouvelle vie de représentant de la marine à voile. Il prend à son bord des stagiaires de tous âges pour leur faire découvrir la navigation traditionnelle au moyen de stages de deux à dix jours. Outre l'équipage de 16 hommes (capitaine et cook compris), il peut emmener jusqu'à 48 stagiaires répartis en quatre groupes. Dans le cadre de la mission assignée à la Fondation Belem, il fait ainsi du cabotage le long des côtes françaises et européennes et quelques voyages en Atlantique grâce au mécénat du Groupe Caisse d'épargne, qui soutient la fondation. Il participe aussi aux rassemblements internationaux de grands voiliers. Il est aussi ouvert aux visites à l'occasion de certaines escales entre mars et octobre. Les séjours participatifs et les visites comptent pour la moitié du budget annuel de la fondation Belem, de trois millions d'euros.

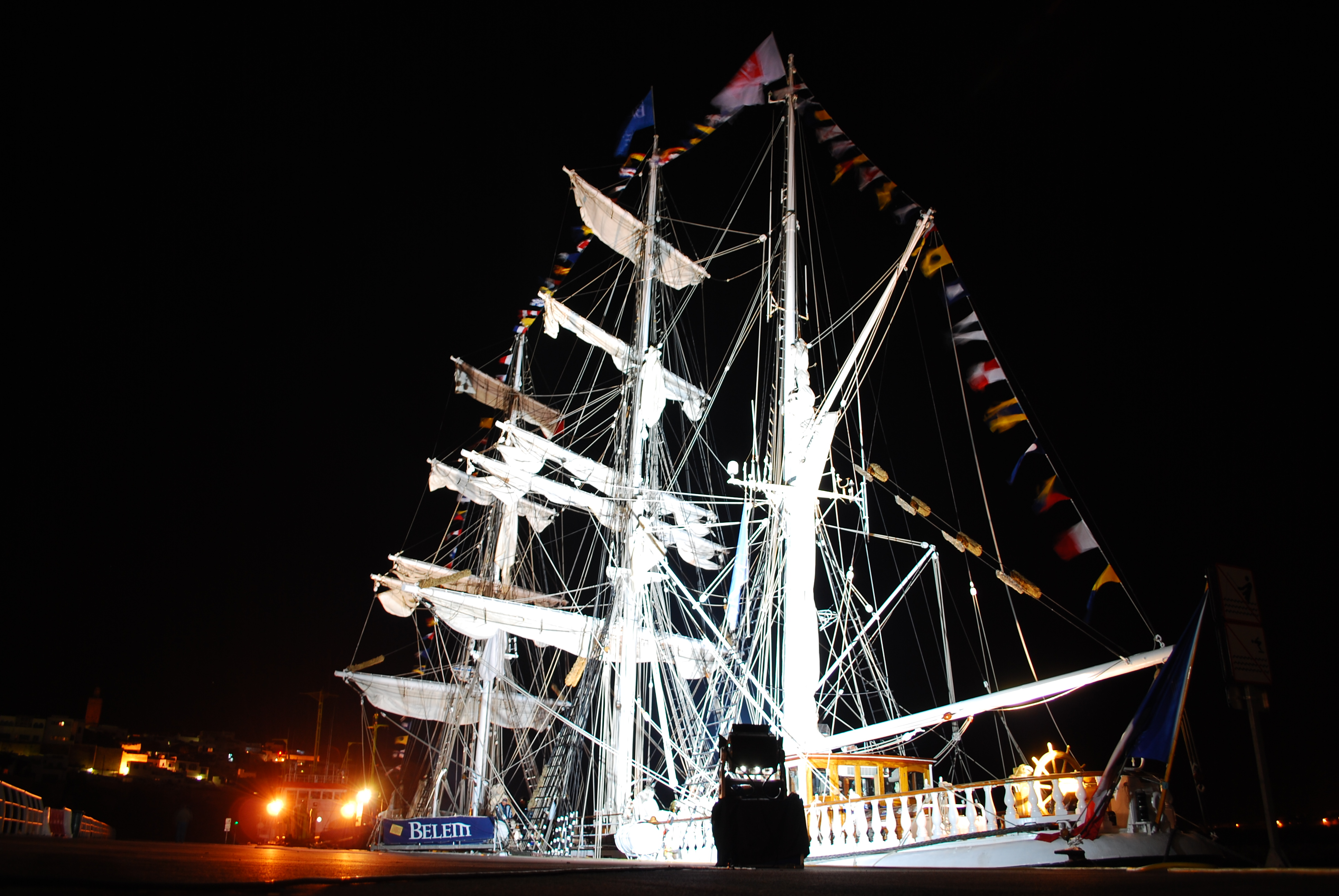
Le Belem vu de nuit à Rabat durant le festival « Mawazine » en 2009.

En 1996, il fait l'objet d'une exposition au musée national de la Marine à Paris, intitulée « Le temps des clippers, centenaire du Belem ».
En 2002, le voilier effectue un voyage transatlantique de Dakar à Belém, la ville qui lui a donné son nom. Il visite par la suite la Guyane, différentes îles des Antilles, puis fait son voyage retour via les Bermudes et les  Açores. Le Belem fut ainsi présent aux cérémonies commémorant le centenaire de l’éruption de la montagne Pelée qui détruisit la ville de Saint-Pierre le 8 mai 1902, cette présence rappelant les circonstances qui avaient permis au Belem d'échapper à la catastrophe un siècle plus tôt.
En 2003, il fait l'objet d'une nouvelle exposition au musée national de la Marine, intitulée tout simplement « Le Belem ».
À partir de 2008, il a été affrété, comme l’Étoile de France et le Kathleen & May, par la Compagnie de transport maritime à la voile (CTMV), ancienne compagnie maritime française spécialisée dans le transport maritime du vin et spiritueux en bouteille.
En 2008, le Belem quitte La Rochelle le 8 mai pour faire son arrivée à Québec le 2 juillet, voyage commémorant le voyage de Samuel de Champlain en 1608 et faisant partie intégrante des festivités entourant le 400e anniversaire de la ville de Québec.
Le 13 mai 2009 voit Rabat accueillir le Belem à l'occasion du Festival Mawazine, et aussi pour l'inauguration du quai d'honneur de la ville, après une escale à Tanger,. Depuis sa réouverture en 2009, l'École des mousses de Brest utilise le voilier pour l'entraînement de ses jeunes recrues (stages de quatre jours en mer), conformément à une convention signée entre la Fondation Belem et la Marine nationale.
Le 3 juin 2012, le bateau participe au jubilé de diamant d'Élisabeth II du Royaume-Uni. C'est la première fois qu'il fait escale à Londres et c'est aussi le seul bateau français invité officiellement par la reine à cette commémoration.
Lors des Jeux olympiques de Londres 2012, le Belem est amarré sur la Tamise, en vue du Club France.
En 2016, il est présent aux Fêtes maritimes de Brest du 13 au 19 juillet. Durant cette même année, la ville de Nantes fête les 120 ans du navire lors de l'événement : « Débord de Loire ». En 2017, il est au Havre lors de l’événement des Grandes voiles du Havre. En octobre 2018, il arrive à Port-Vendres pour un hivernage d'une durée de six mois.
En 2019 et 2023, le Belem participe à l'Armada de Rouen,.

### 2024: Escale à Sète et flamme olympique

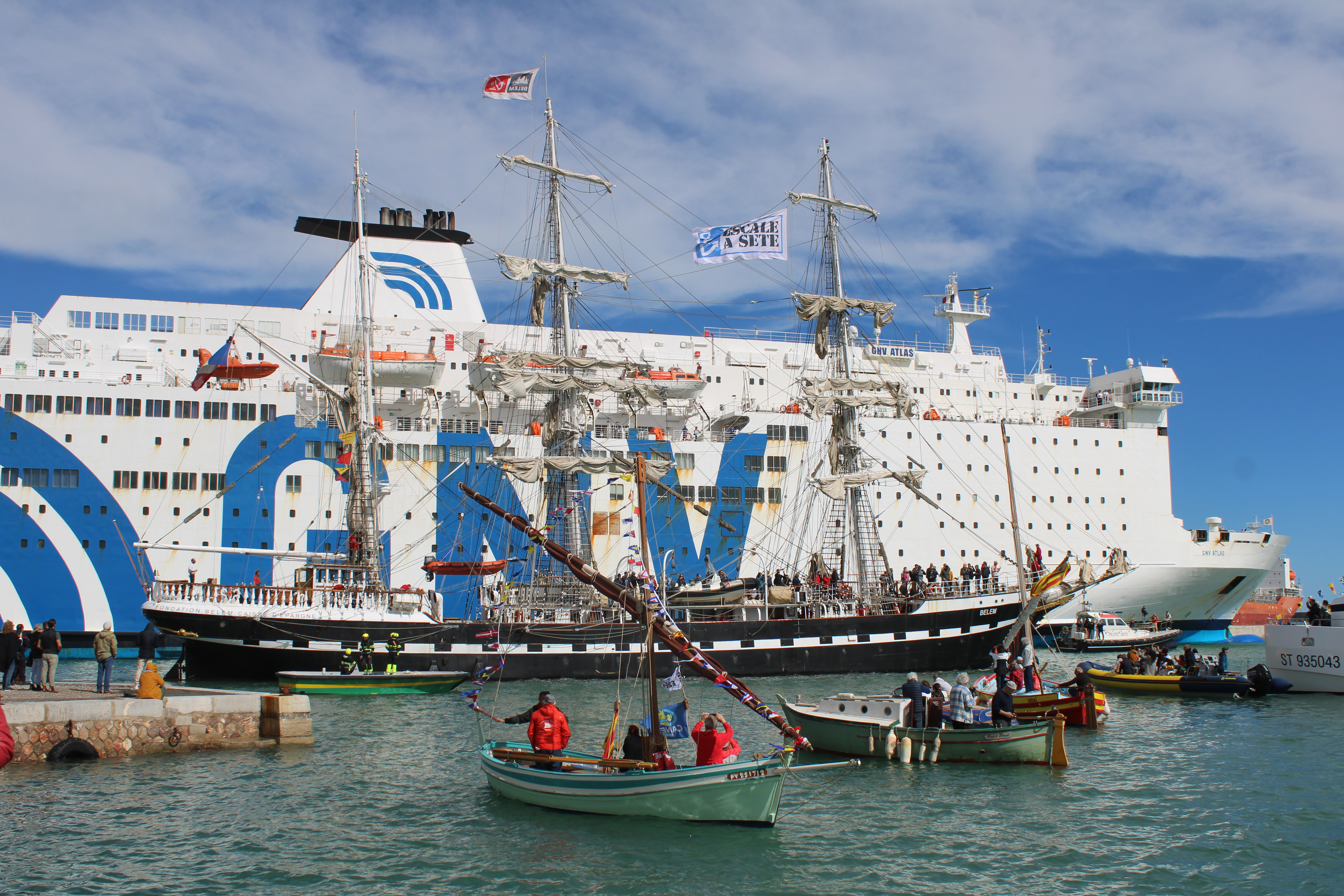
Départ du Belem de Sète afin d’aller récupérer la flamme olympique à Athènes.

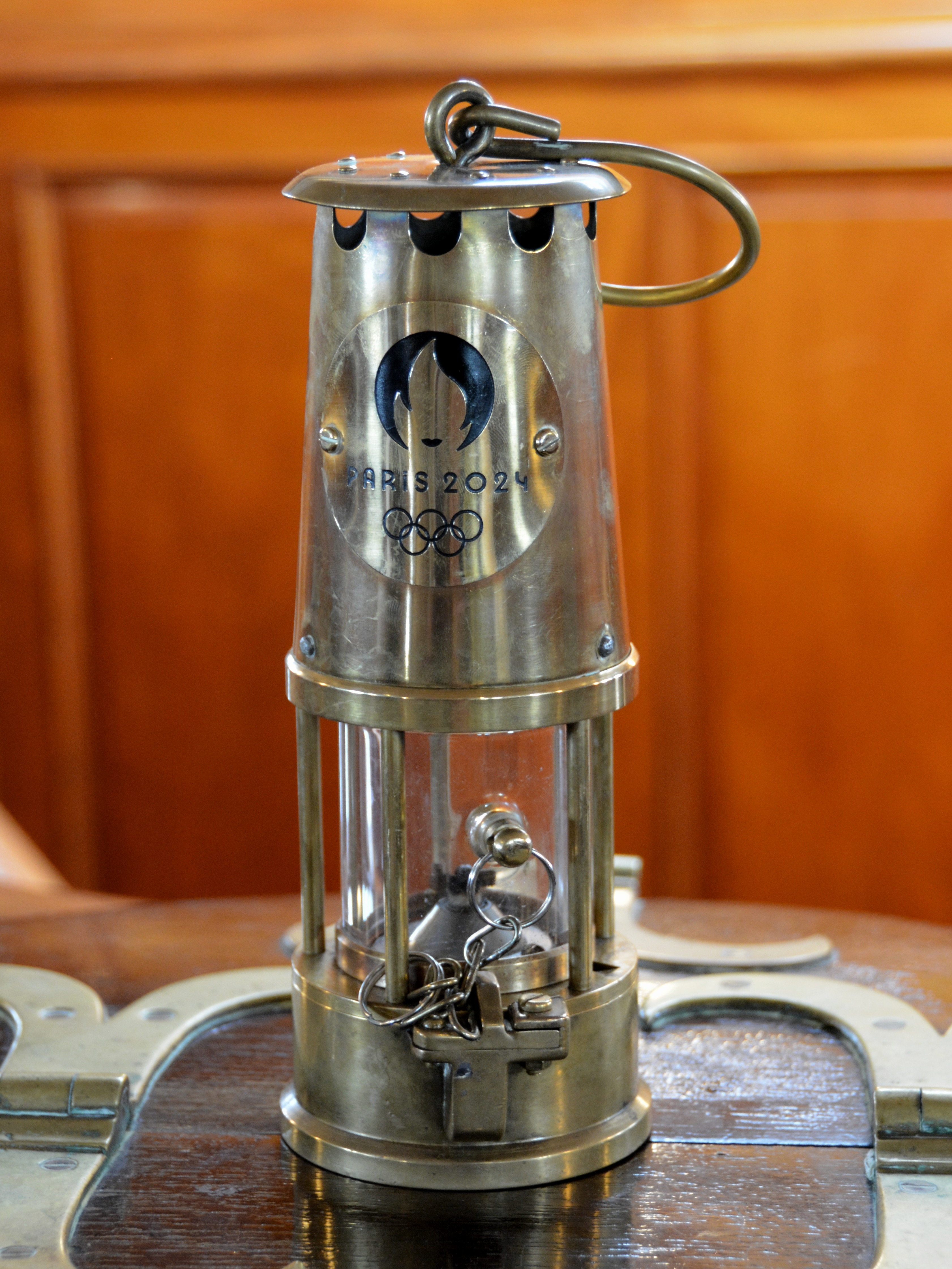
Lanterne de la flamme olympique Paris 2024 transportée par le Belem

En mars 2024, le navire est présent pour la première fois sur Escale à Sète, l’un des plus grands rassemblements maritimes en Méditerranée, qui se déroule du 26 mars au 1er avril. Il part dans la foulée en direction d’Athènes, la capitale grecque, et y récupère la flamme olympique pour la ramener le 8 mai au port de Marseille, en vue de l’ouverture des Jeux olympiques de Paris.

## Caractéristiques

### Voiles
Le Belem est un trois-mâts barque, c'est-à-dire qu'il a deux mâts gréés entièrement en voiles carrées (grand-mât et mât de misaine) et un mât gréé en voiles auriques (mât d'artimon à l'arrière). Au total, il possède 22 voiles pour une surface de toile d'environ 1 200 m2.

La surface totale des voiles carrées représente 576 m2 (56 %) et les voiles auriques, 458,5 m2 (44 %). Ceci donne un bon équilibre, typique des trois-mâts barques, entre les voiles optimales par vent arrière (voiles carrées) et les voiles optimales par vent latéral (voiles auriques).

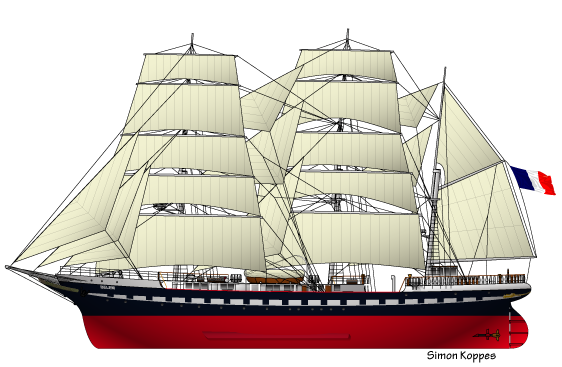
Dessin du Belem toutes voiles dehors.

#### Mât d'artimon (arrière)
3 voiles auriques :
- Le flèche :  34 m2 (la voile haute)
- La brigantine :  81 m2 (grande voile basse)
- L'artimon de cape :  35 m2 (à la place de la brigantine)

#### Voiles d'étais entre le mât d'artimon et le grand-mât
3 voiles auriques :
- Le diablotin : 26 m2 (au sommet)
- La marquise : 29 m2 (au milieu)
- Le foc d'artimon : 20 m2 (à la base)

#### Grand-mât
5 voiles carrés, phare à double huniers :
- Le grand cacatois : 29 m2 (la voile haute)
- Le grand perroquet : 62 m2
- Le grand hunier volant : 51 m2
- Le grand hunier fixe : 61 m2
- La grand-voile : 112 m2 (plus grande voile à la base)

#### Voiles d'étais entre le grand-mât et le mât de misaine
3 voiles auriques :
- La voile d'étai de perroquet : 26 m2 (au sommet)
- La voile d'étai de hune : 40 m2 (au milieu)
- La grand-voile d'étai : 47 m2 (à la base)

#### Mât de misaine (avant)
5 voiles carrées, phare à double huniers :
- Le petit cacatois : 32 m2 (la voile haute)
- Le petit perroquet : 52 m2
- Le petit hunier volant : 45 m2
- Le petit hunier fixe : 52 m2
- La misaine ou voile de misaine : 80 m2 (plus grande voile à la base)

#### Les focs
3 voiles auriques :
- Grand foc : 53,5 m2 (devant)
- Faux foc : 31 m2 (au centre)
- Petit foc : 36 m2 (derrière)

### Autres détails
| Coque, | Propulsion, Équipements, | Gréement (hors voilure) |
| --- | --- | --- |
| Coque rivée, tout acier Longueur de coque sans beaupré : 51 m Longueur de coque hors tout : 58,50 m Longueur à la flottaison : 48 m Largeur au maître-bau : 8,80 m Déplacement : 750 t | 2 moteurs Diesel John Deere 500 ch chacun 2 lignes d'arbre, 2 hélices 4 pales de 1,20 mètre de diamètre 3 groupes électrogènes (2 × 80 kW - 1 × 90 kW) Réservoir de gazole : 40 t Autonomie : 24 jours à sept nœuds (13 km/h), 4 000 milles marins (7 400 km) Réserves d'eau douce : 10 t Production : 3 t/jour par osmoseur Guindeau électrique et 3 cabestans de pont 2 centrales d'eaux usées | Mâts en acier rivés soudés 2 parties (bas mât, mât de hune), Hauteur du grand mât : 34 m, Vergues : en acier pour les trois plus basses, en bois pour les perroquets et cacatois, Croisure maximale grande vergue : 19,50 m, plus de 4 km de cordages, filins, câbles... 220 points de tournage des manœuvres courantes, 250 poulies simples, doubles ou triples,                                               |
| Équipage | Performances et manœuvres | Gréement (Voilure) |
| 16 hommes d'équipage 1 commandant, 1 second, 2 lieutenants 1 chef mécanicien, 2 cuisiniers, 7 gabiers instructeurs Stagiaires embarqués : 48 maximum                                   | Vitesse maxi au moteur : 12 nœuds (20 km/h) Vitesse maxi sous voile : 12 nœuds (20 km/h) Possibilité de remonter au vent : 60° Gite maximale pratiquée : 15° Gite maximale avec redressement : 37° Durée d'établissement de la voilure : 30 à 40 min. Durée pour serrer toute la voilure : 50 min à 1h20 min (suivant le temps) Durée d'un virement de bord : 15 à 20 min                        | Surface totale de voilure : 1000-1 200 m2 environ, Nombre de voiles (carrées et d'étai): 22 avec l'artimon de cape en remplacement de la brigantine 3 focs 6 voiles d'étai entre les mâts Mât de misaine et grand-mât : basse voile, doubles huniers, perroquet et cacatois simples Mât d'artimon : une brigantine et un flèche ou une brigantine de cap qui ne peut être gréée que seule sur le mât d'artimon. |

## Nantes, port d'attache actuel

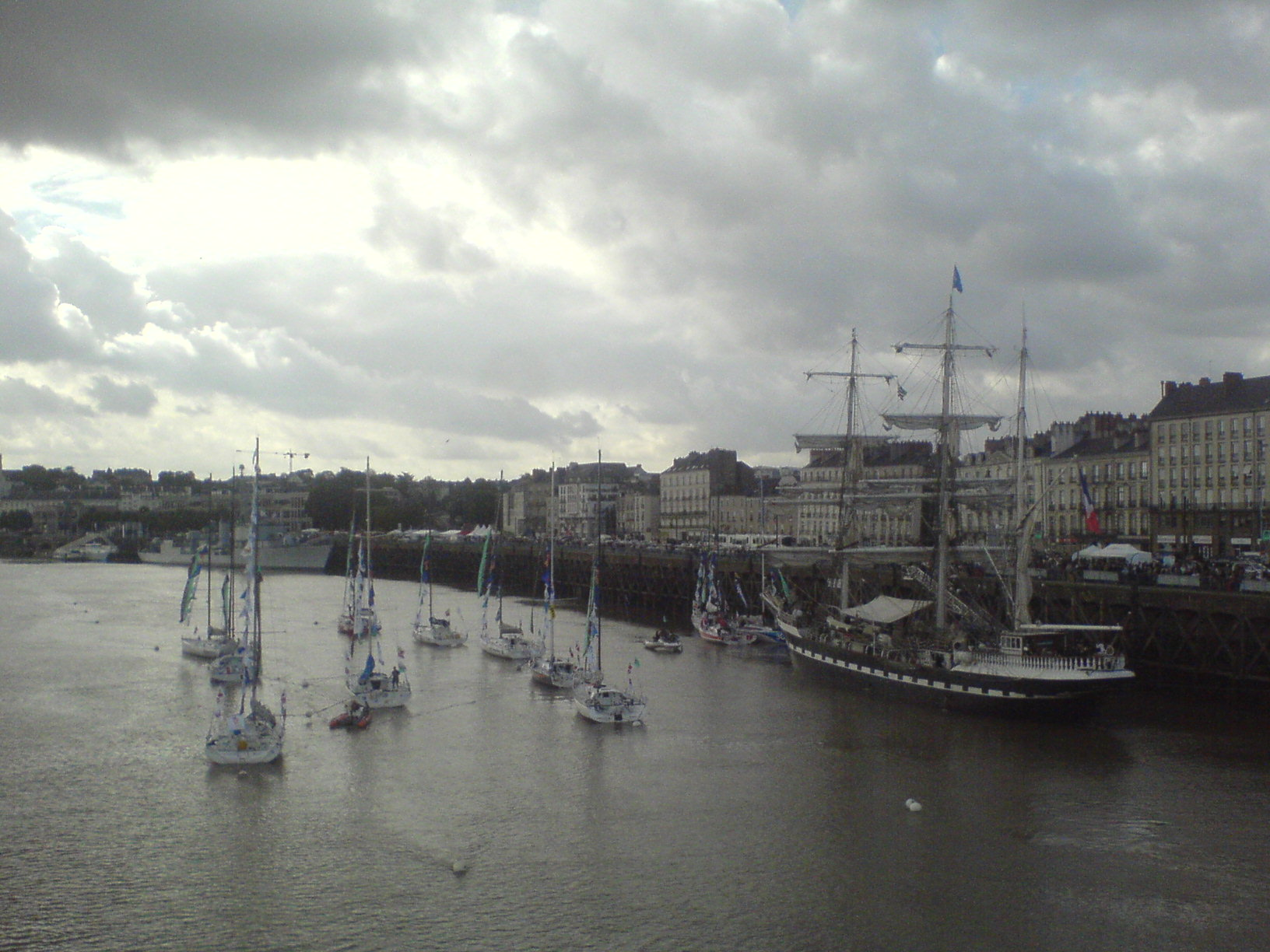
Le Belem accosté à son nouveau ponton quai de la Fosse en 2009, avec une partie des monocoques Class40 de la Solidaire du Chocolat (au fond, le Maillé-Brézé).

Le Belem a pour port d'attache Nantes en Loire-Atlantique.
Une ville qui l'a vu naître et qu'il retrouve régulièrement aujourd'hui lors de manifestations nautiques ou de simples escales, une à plusieurs fois par an.
Le trois-mâts a par ailleurs inauguré le 9 octobre 2009 son nouvel appontement au pied du pont Anne-de-Bretagne. En effet, le Belem accostait auparavant plus en aval, à la sortie du centre-ville où une plate-forme flottante et une coupée lui étaient réservées. Cependant, ces installations étant quelque peu vétustes et gênant la navigation dans le bras de la Madeleine, la municipalité a pris la décision avant l'été 2009 de déplacer cette plate-forme en amont, pratiquement dans le centre-ville puisque l'endroit choisi fut le quai de la Fosse, juste au niveau de la frontière entre domaine maritime et domaine fluvial (délimitée par le pont Anne-de-Bretagne).
La plate-forme a été rénovée et une coupée neuve permet d'accéder au quai de la Fosse. Profitant de l'emplacement de cette coupée et de la forte demande en matière de place pour les plaisanciers, un nouveau ponton flottant d'une cinquantaine de mètres a été couplé à la plate-forme du Belem. Cela marque, il est vrai assez modestement, un retour d'intérêt de Nantes pour son fleuve et la mer, alors que le projet de port de plaisance de 300 places sur l'île de Nantes a été abandonné.
C'est donc à l'occasion de la Solidaire du Chocolat que le Belem a séjourné à Nantes du 9 au 11 octobre 2009, afin d'accompagner les 24 monocoques Class40 engagés dans cette toute nouvelle transat solidaire, sportive et événementielle.
Depuis 2016, le Belem participe à toutes les éditions de l'événement nautique Débord de Loire.

## Galerie photos

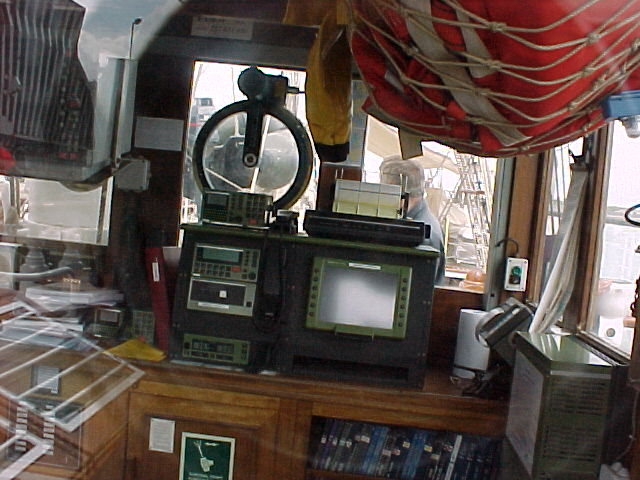
Équipement de navigation en cabine.
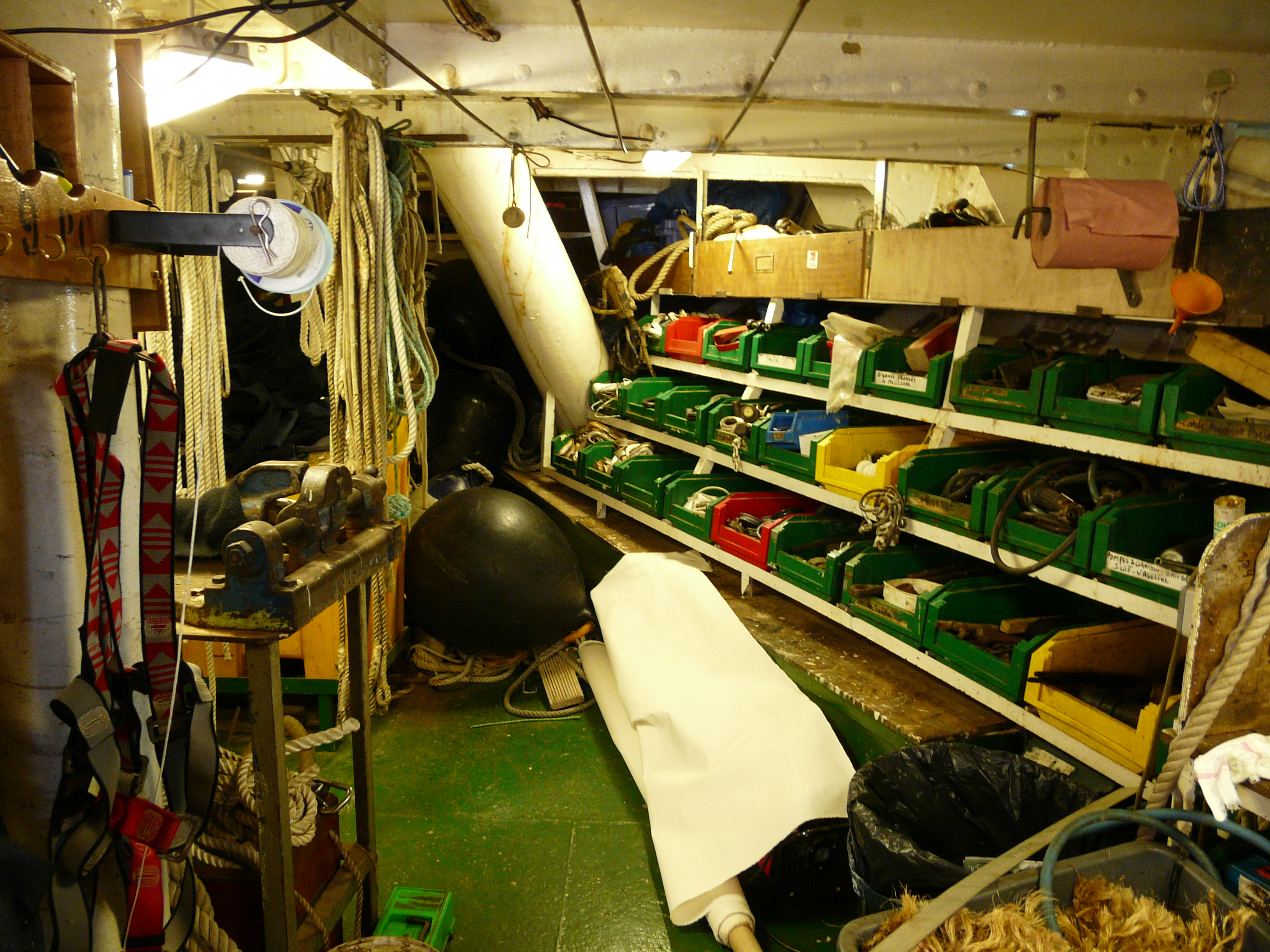
Magasin / atelier.
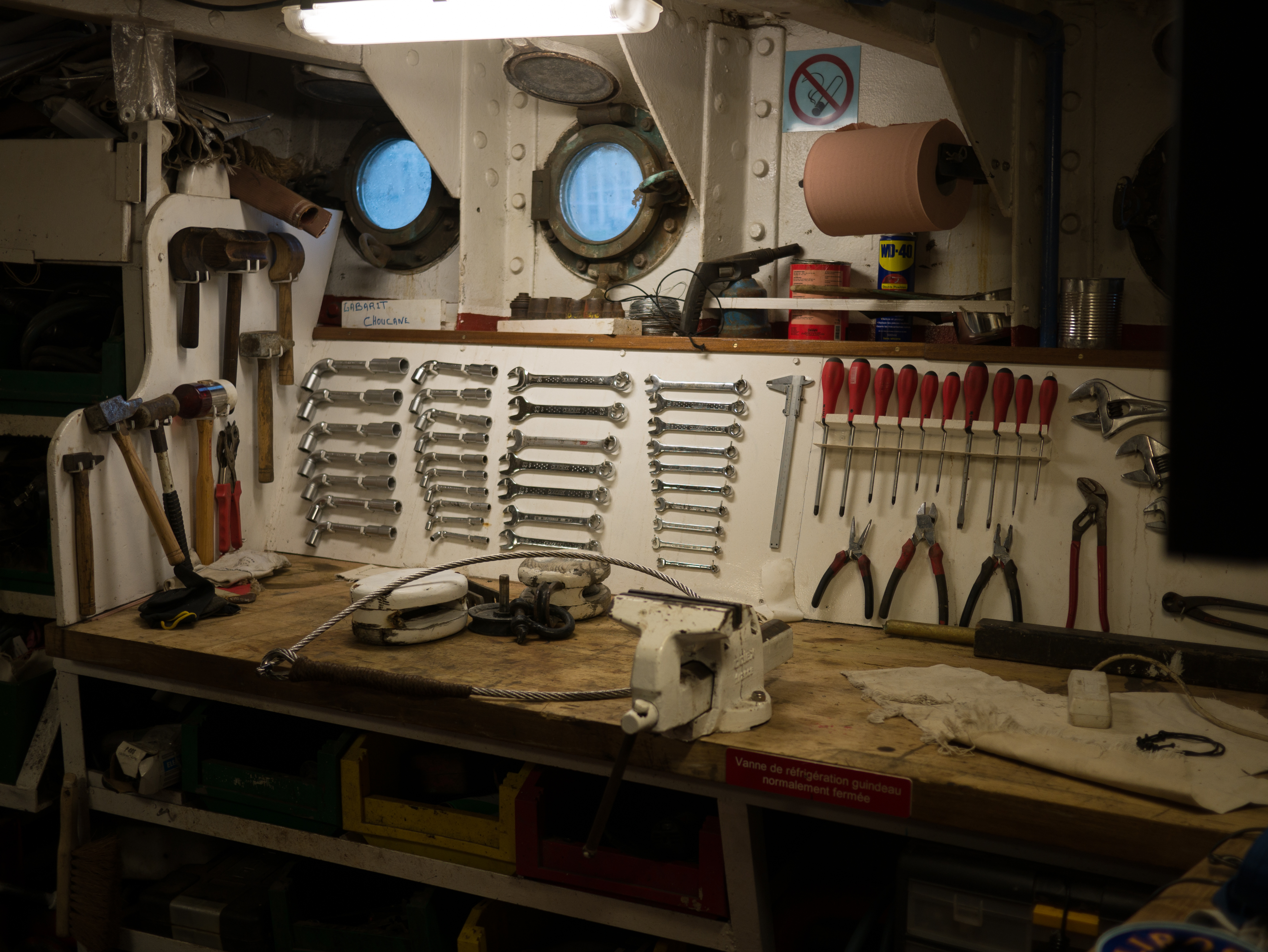
Détail de l'atelier du Belem.
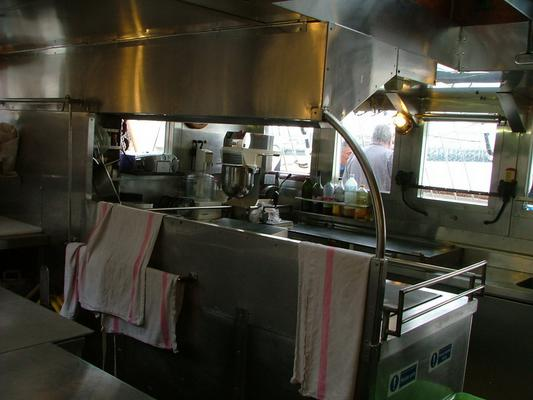
Cuisines.
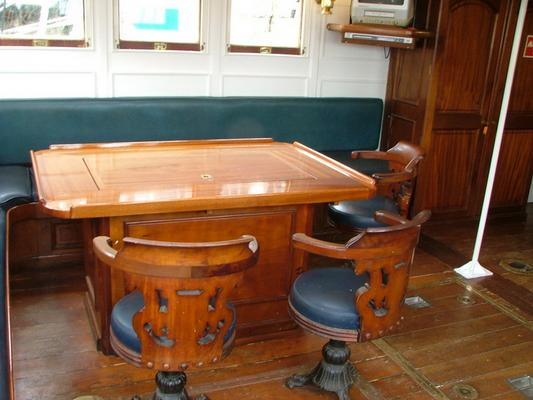
Intérieur.
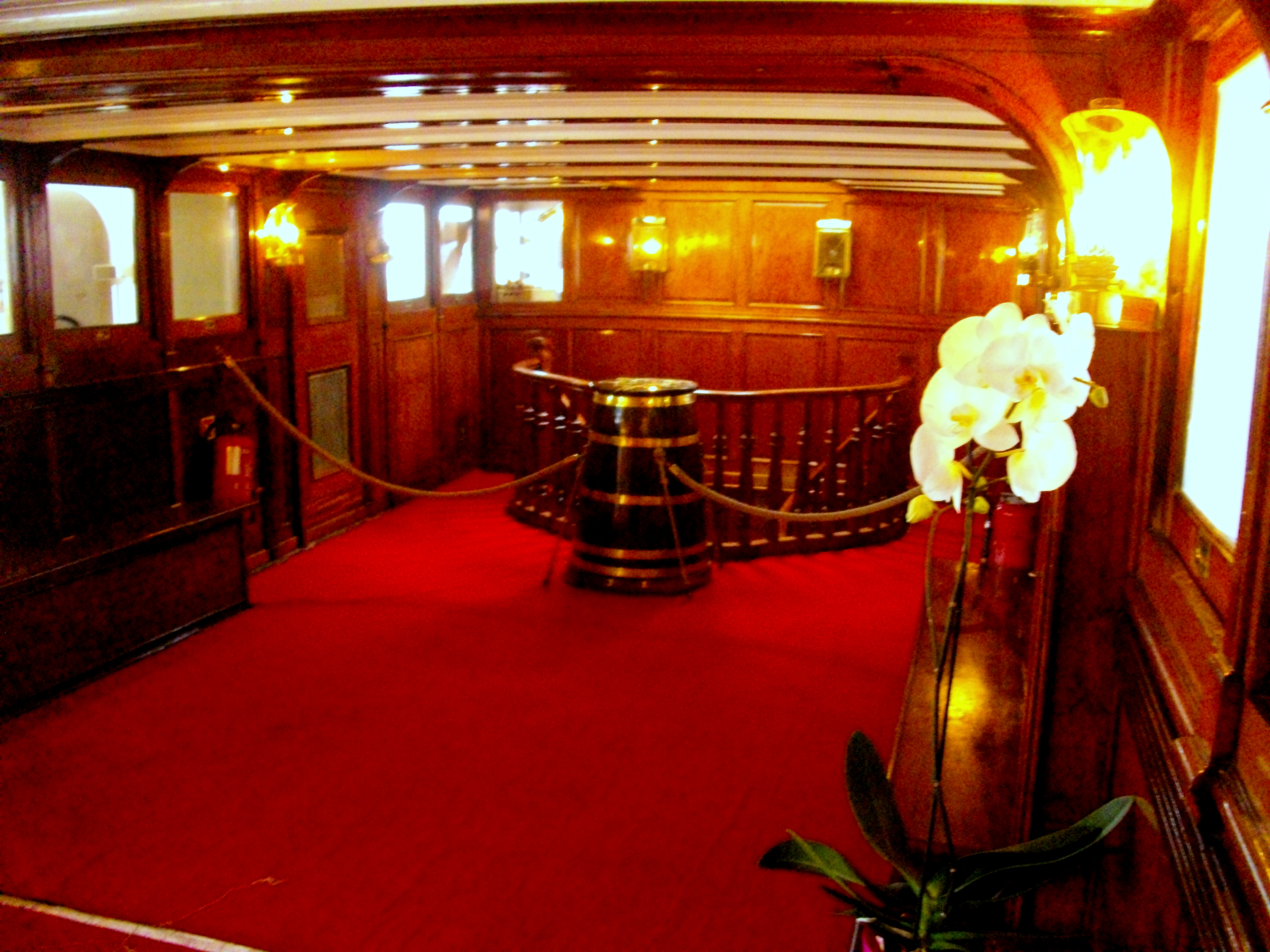
Détail intérieur du Belem (Rouen, 2013).
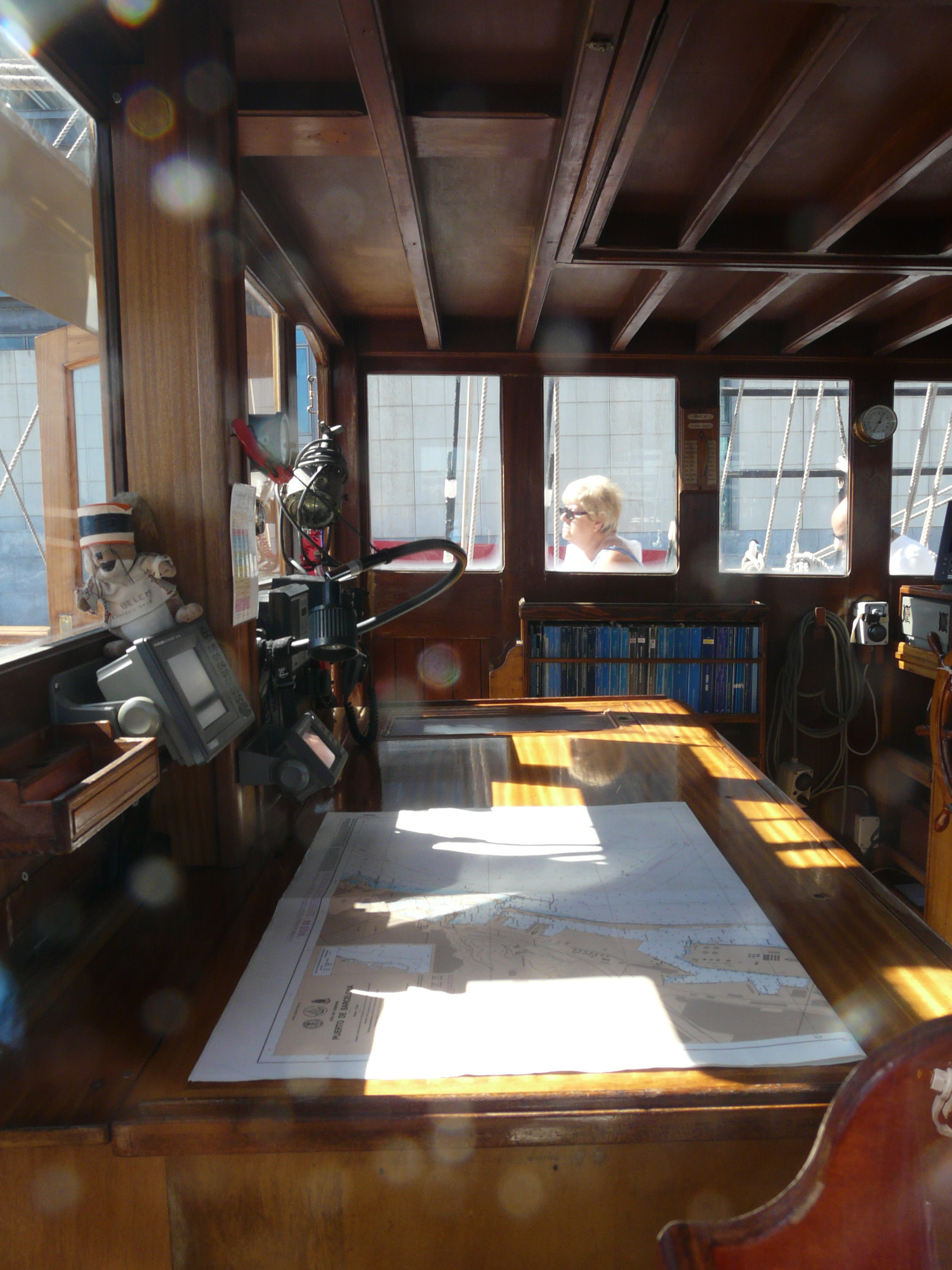
Intérieur de la dunette.
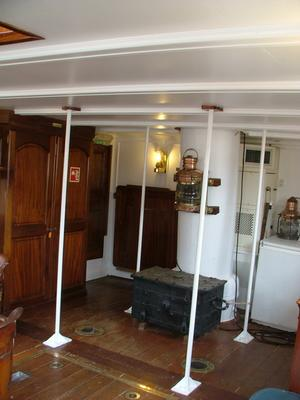
Vue intérieure.
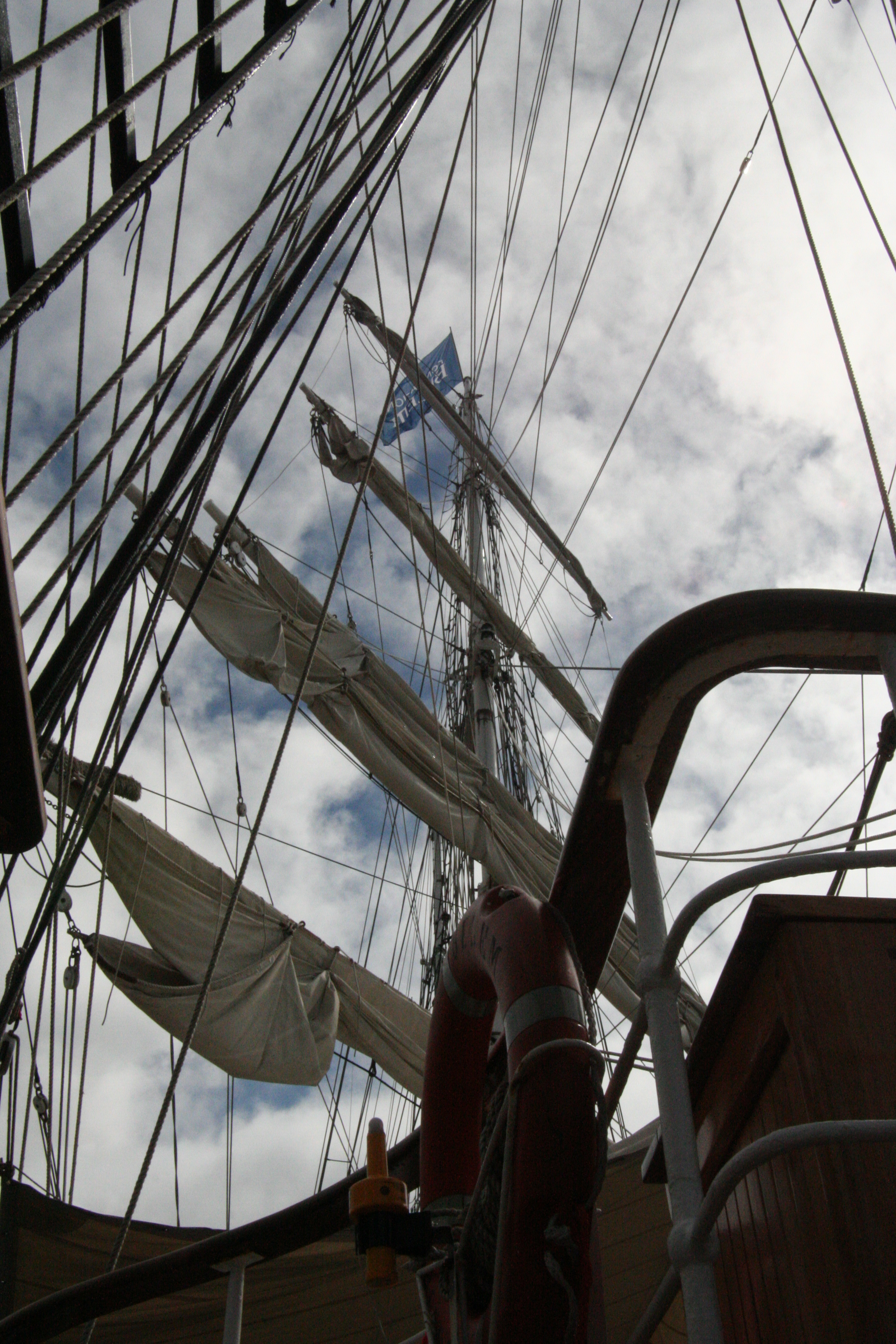
Détail du gréement du Belem.
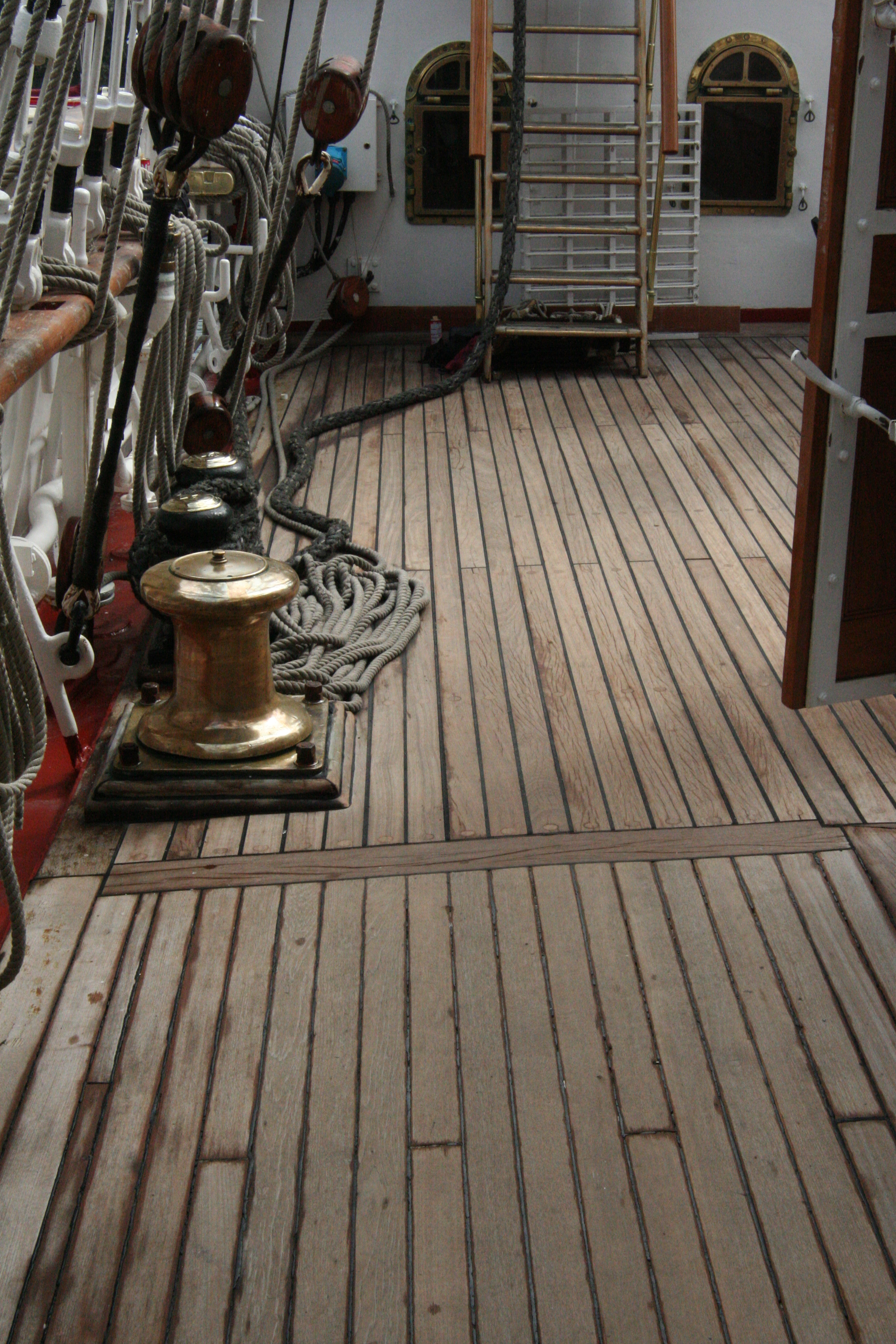
Détail du pont du Belem (Brest, 2012).
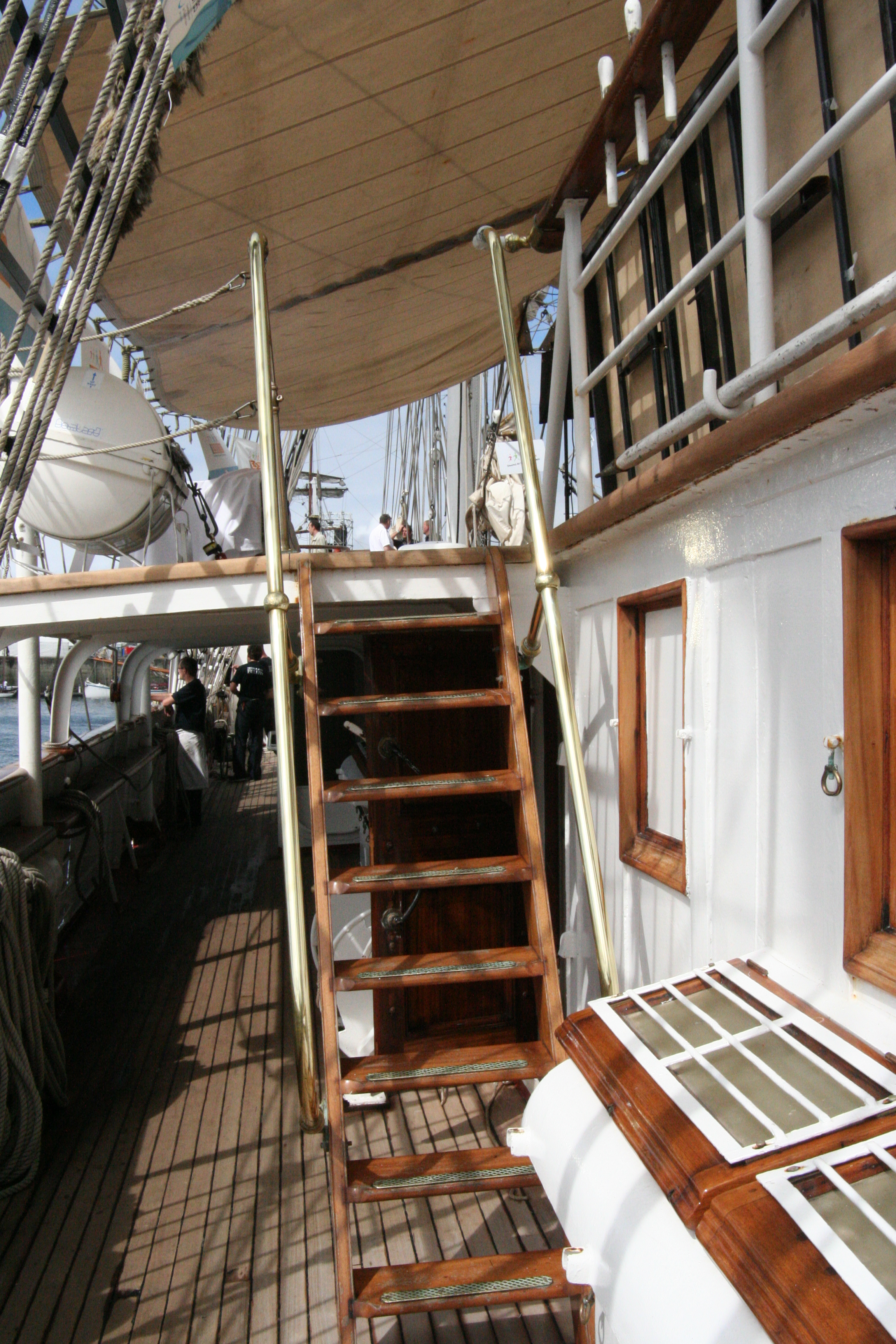
Détail du pont du Belem (Brest, 2012).
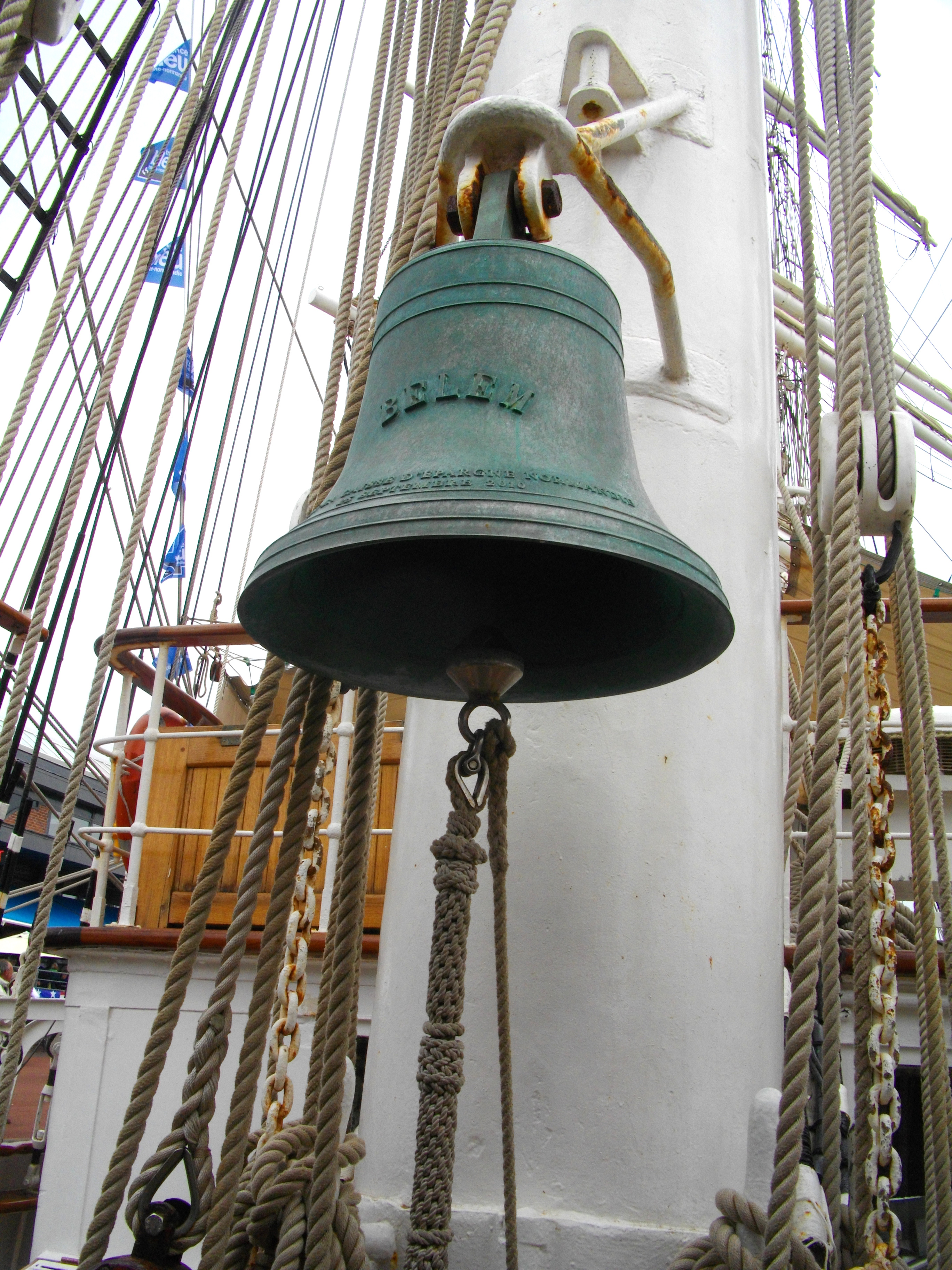
Cloche de quart du Belem.
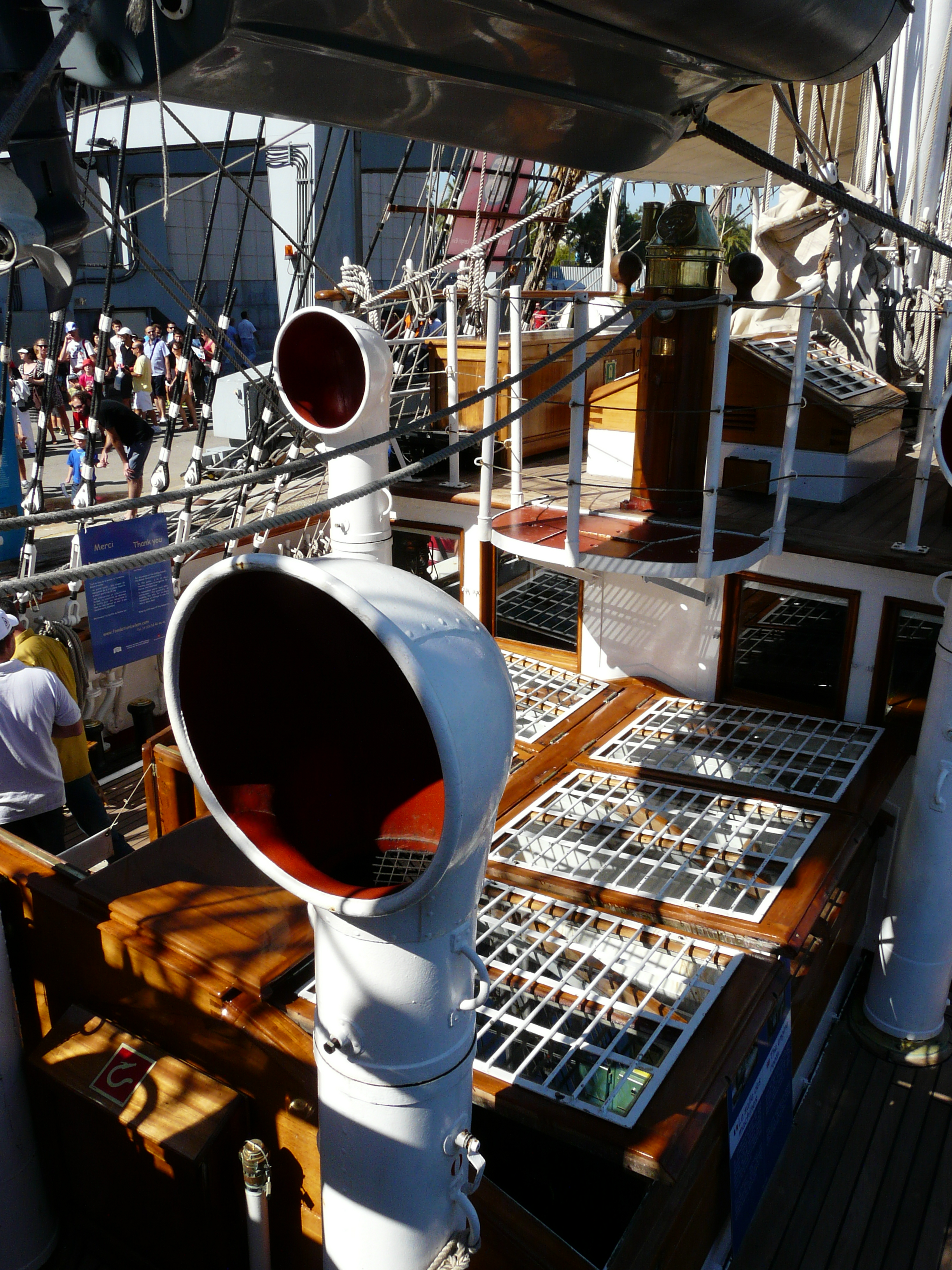
Prise d'air sur le pont.
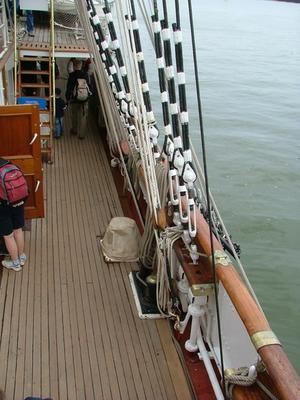
Sous les haubans.
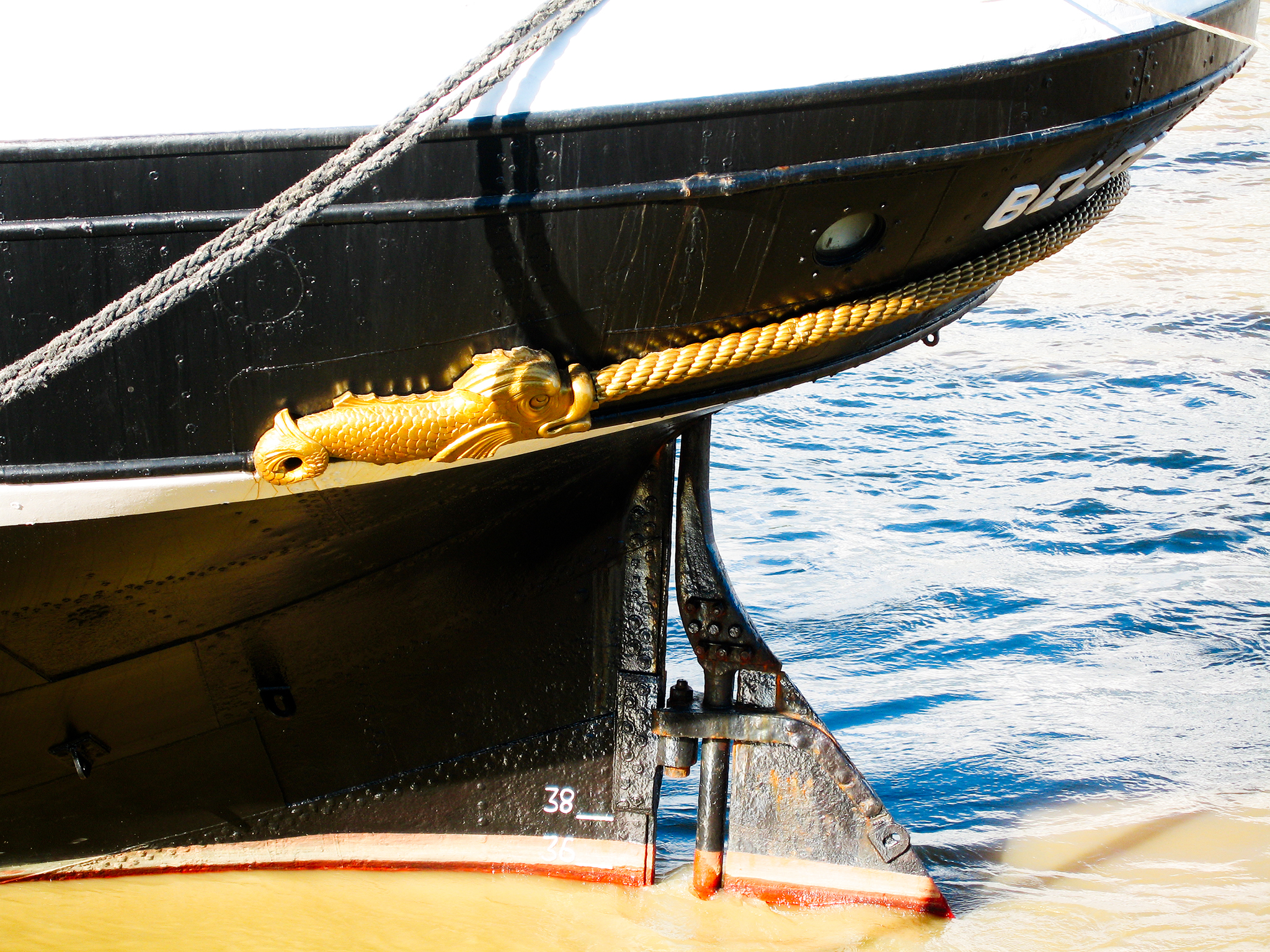
Détail de décoration de la poupe du Belem.
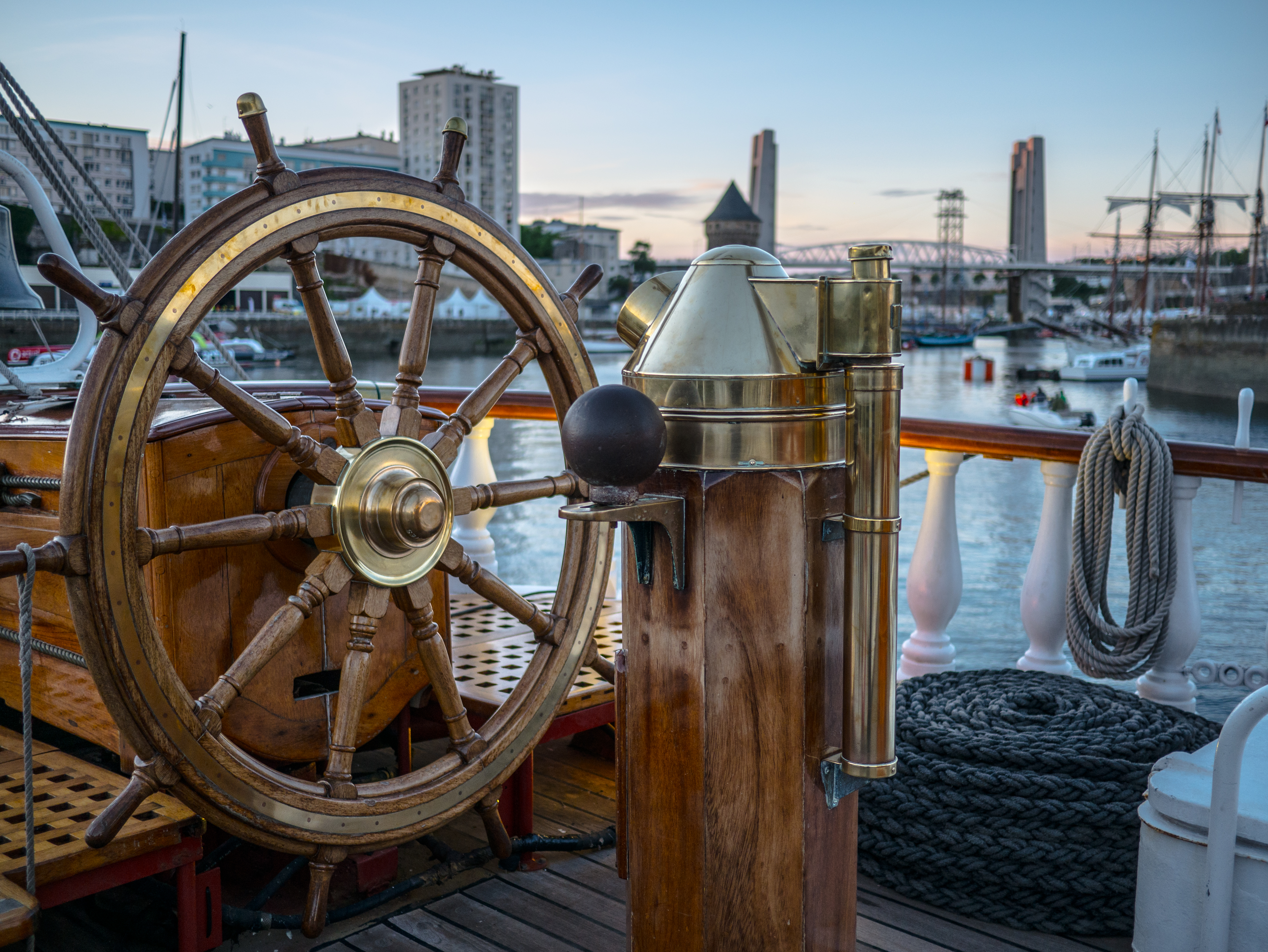
Détail de la barre du Belem.
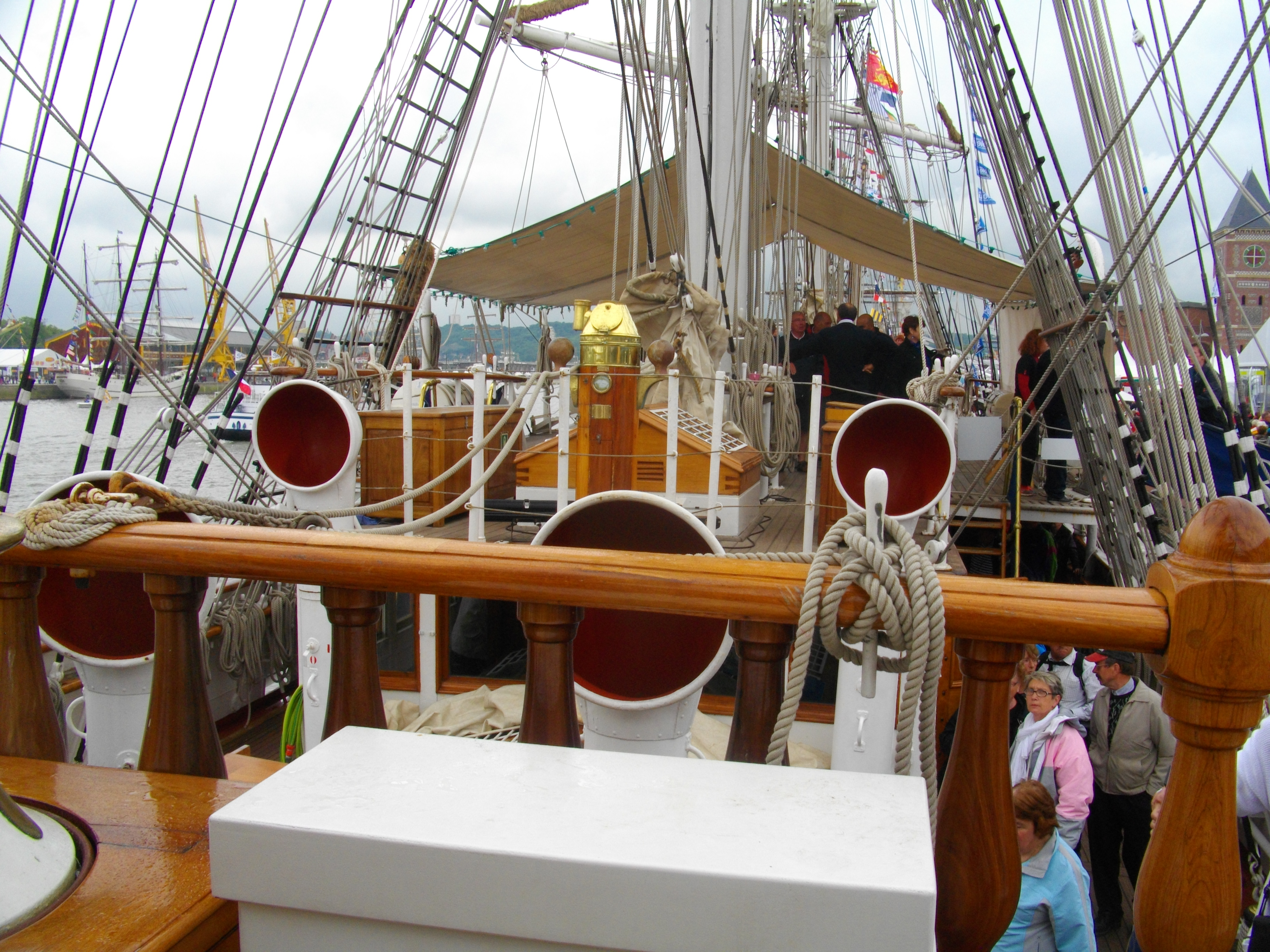
Le pont du Belem (Rouen, 2013).
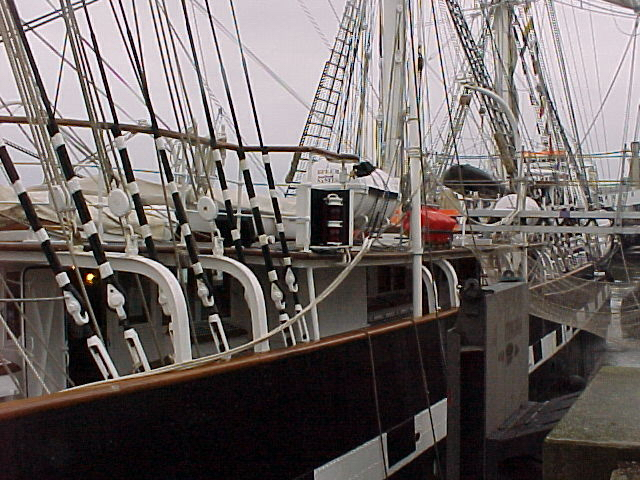
Détail du pont central.
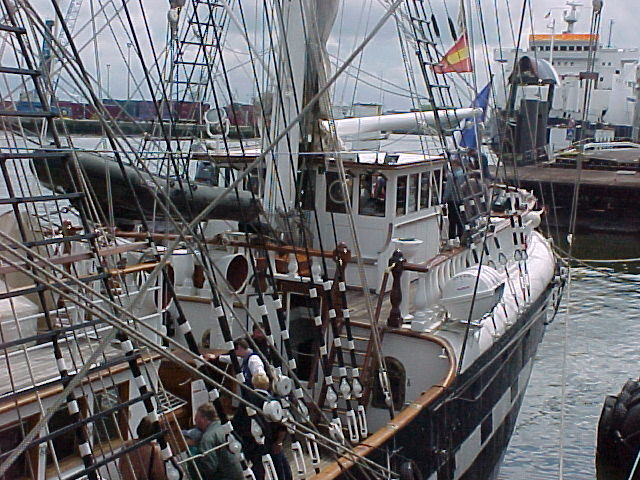
Vue plongeante sur la dunette.
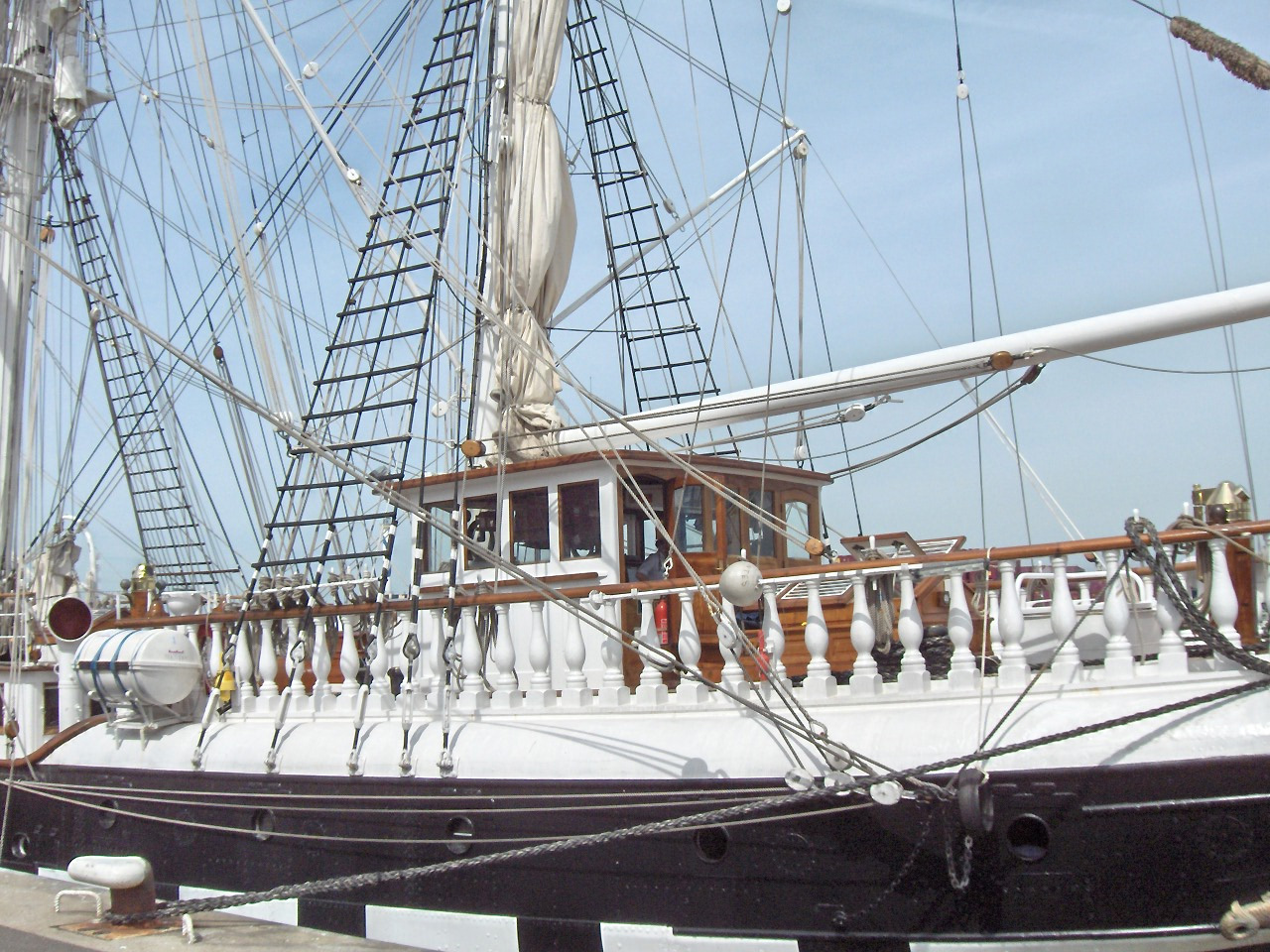
Détail de la balustrade de la dunette.
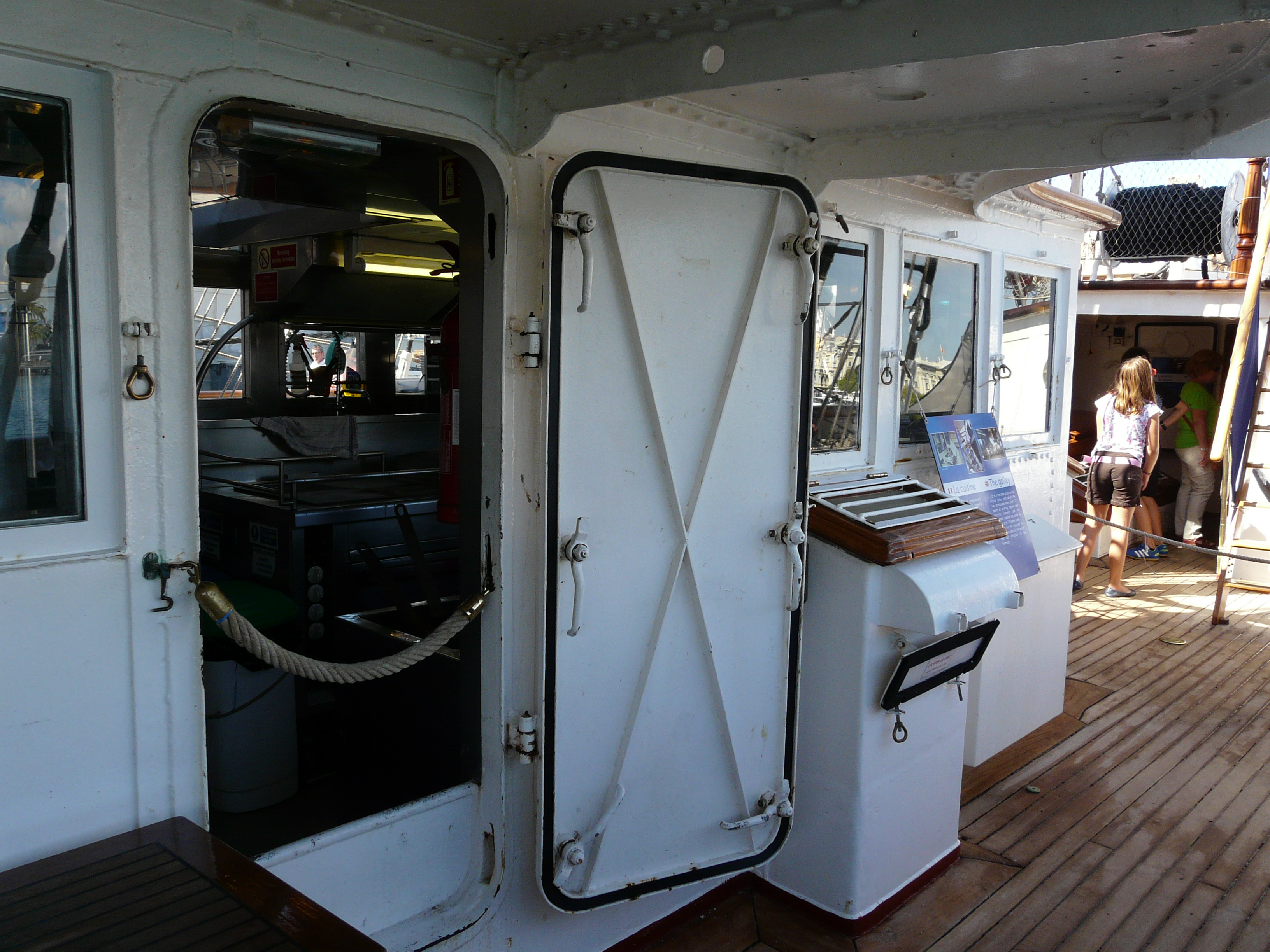
Porte de la cuisine.
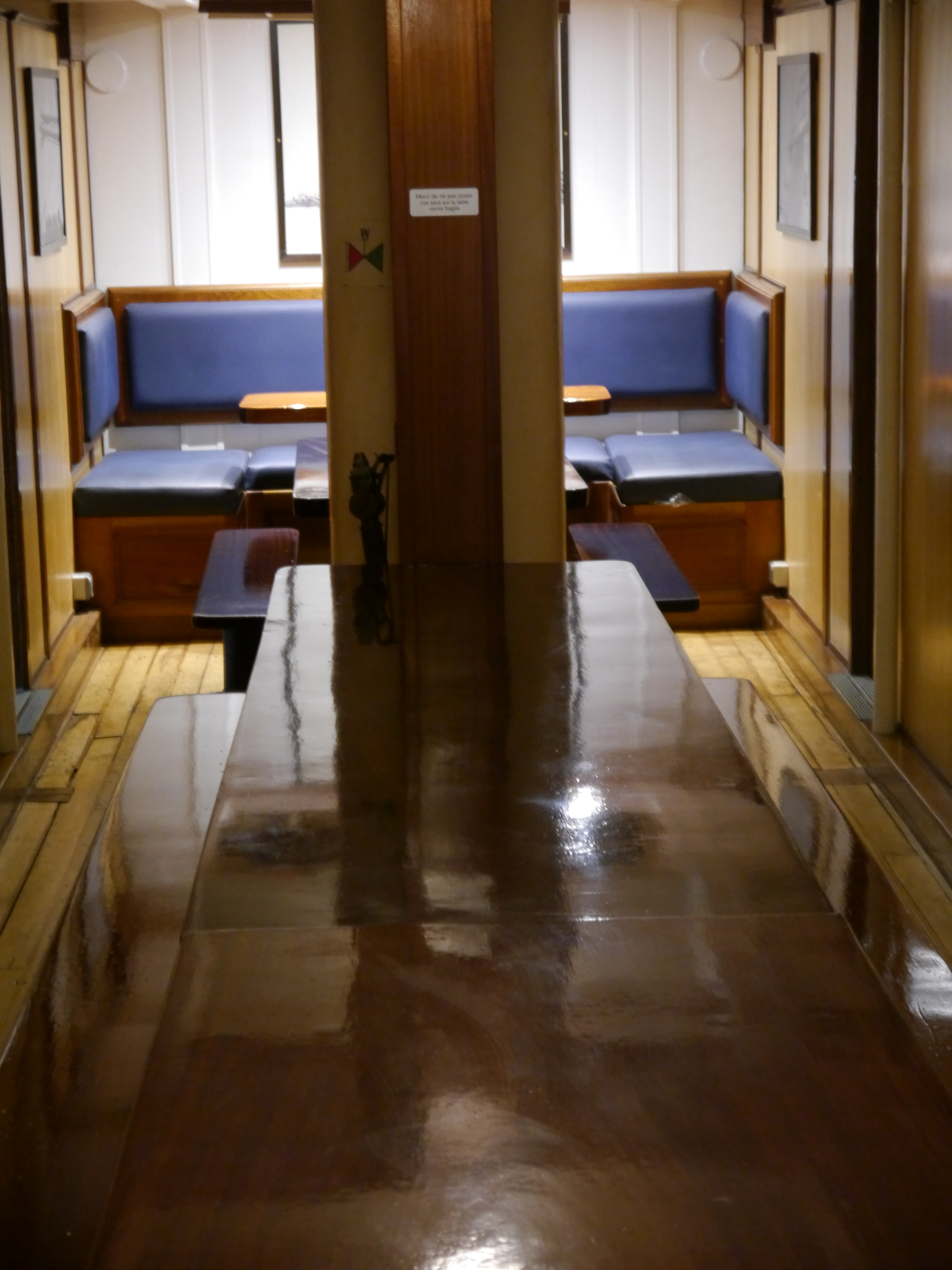
Salle à manger du Belem.

## Anecdotes

### Devise
La devise du Belem est également celle de la ville de Nantes: Favet Neptunus eunti ! (« Neptune favorise ceux qui partent »).

### Les faux sabords
Le Belem présente, comme le Kruzenstern (un quatre-mâts barque russe), des motifs peints sur la coque : une bande blanche avec des carrés noirs. Cette décoration, qui figurait par exemple sur les grands voiliers de l'armateur français Bordes, a pour but d'affiner la silhouette du navire et surtout de faire perdurer une tradition de la marine marchande, du temps où les navires était armés de canons. En effet, avant le XIXe siècle, certains navires marchands étaient équipés de canons pour repousser, ou mieux, dissuader pirates ou corsaires. Certains navires, moins fortunés, se contentaient de peindre des sabords sur la coque en trompe-l'œil, dans l'espoir de produire le même effet à moindre coût. Ces motifs peints sur la coque perdurèrent sur certains navires par tradition, longtemps après la menace de piraterie.
|  |  |
|  |  |

### Des pièces de monnaie pour stopper les axes de poulies

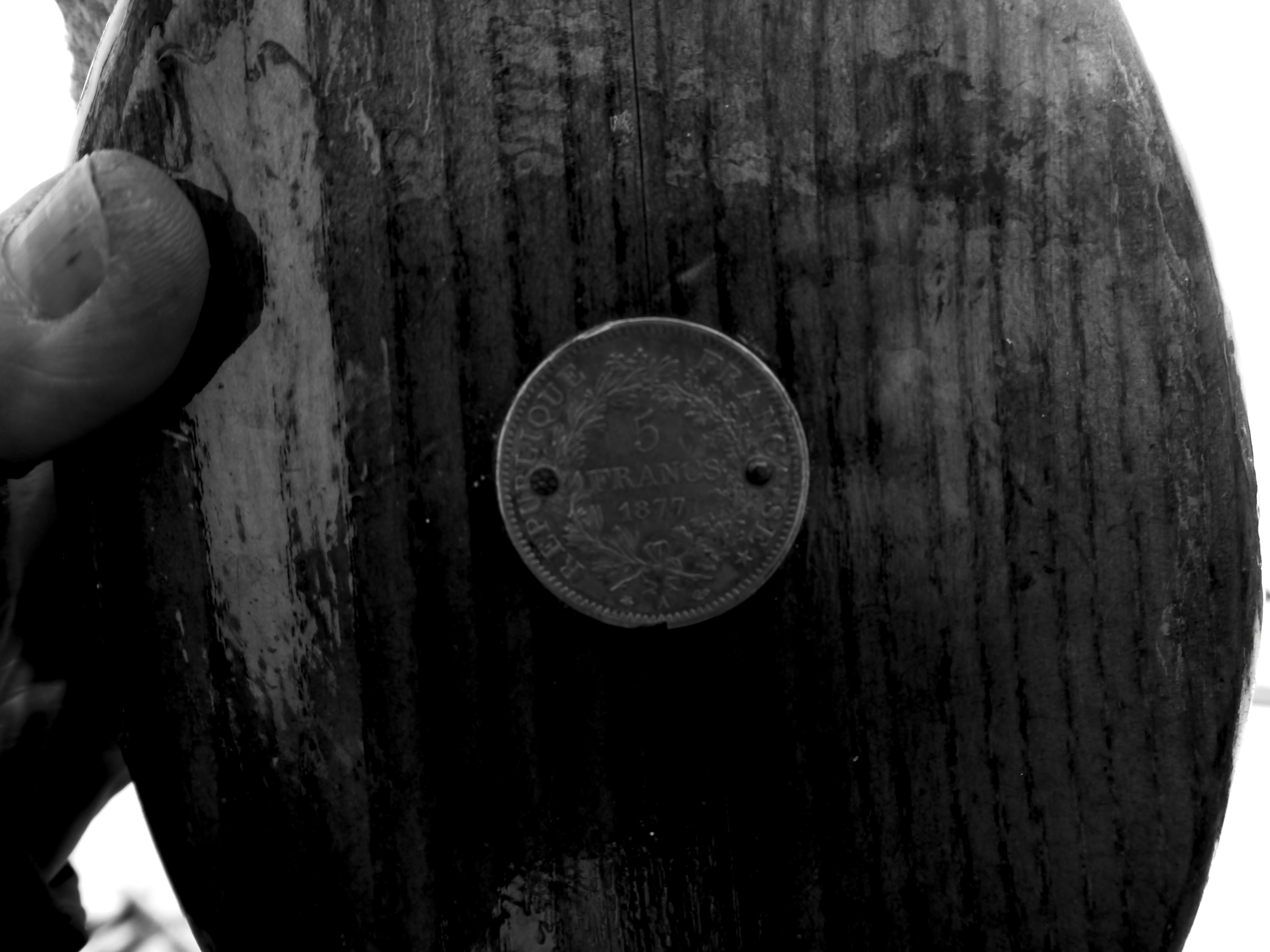
C'est une ancienne pièce de cinq francs qui sert d'arrêt à l'axe de cette poulie du trois-mâts Belem.

La présence de pièces de monnaie en guise d'arrêts pour les axes des poulies (nombreuses sur un voilier) est ainsi expliquée par l'équipage : un marin ayant utilisé un jour une pièce de monnaie pour remplacer un premier arrêt, c'est devenu une tradition, le bateau collectant des pièces de tous les pays au gré de ses voyages.

### Ne pas confondre avec leBelen
Un trois-mâts barque Belen (et non Belem), construit en 1901 par les Chantiers de la Loire, fut armé comme cap-hornier par la Compagnie celtique maritime, également nantaise. Vendu ensuite à l'armement Ballande, de Bordeaux qui le rebaptise Jeanne d'Arc, il est racheté par la compagnie Bordes. Après la Première Guerre mondiale, le trois-mâts est acquis par un armateur havrais (M. Potet), puis vendu en 1931 aux Pêcheries de l'Océan, qui l'utilisent comme parc à charbon à flot. Il fut démoli à Bayonne en 1949.

## LeBelemdans l'art et la culture

### Musique
L’auteur compositeur et interprète Laurent Voulzy sort, en septembre 2017, l’album Belem, contenant une chanson du même nom.
Le chanteur breton Guillemer a chanté une chanson nommée Belem.
Le groupe breton Tri Yann a sorti en 2003, sur l'album Marines, un titre nommé La campagne du Belem de 1902.

### Littérature
Le Belem a fait l'objet de divers ouvrages spécifiques.
L'histoire du navire a également été racontée en BD dans 4 tomes écrits par Jean-Yves Delitte de 2006 à 2011, auteur belge, spécialisé dans les BD historiques et maritimes.

### Filmographie
L'émission de France 3 C'est pas sorcier du 4 janvier 2010, titrée Du vent dans les voiles, est consacrée au Belem.

### Philatélie
Le trois-mâts a d'abord fait l'objet d'une oblitération spéciale temporaire à l'occasion de son centenaire célébré à Nantes en 1996 (le cachet est daté des 20 et 21 août 1996). Mais c'est surtout en juillet 1999 qu'il aura les honneurs des Postes françaises, qui éditent, à l'occasion de l'Armada du siècle de Rouen, une série « Collection Jeunesse » de dix timbres, parmi lesquels, un timbre individuel sur le Belem. La photographie du voilier a été mise en page par Jean-Paul Cousin pour une impression en héliogravure, comme l'ensemble de la série. Le timbre se présente également inclus dans le feuillet de la collection Jeunesse comportant l'ensemble des dix timbres. La valeur faciale du timbre sur le Belem est affichée en double monnaie, 1 F et 0,15 €.

### Numismatique
La Monnaie de Paris a édité en 2016 une pièce d'argent de 50 €, dans le cadre d'une série consacrée à l'histoire maritime française. Éditée en 250 exemplaires, la pièce représente, côté face, le navire sous voiles vue de côté, avec le nom du bateau inscrit sur le cercle de bordure représentant un cordage ; et côté pile des motifs communs aux autres pièces de la série, avec une barre et des focs, ainsi que le dauphin de la poupe du Belem.